# Història de la geologia

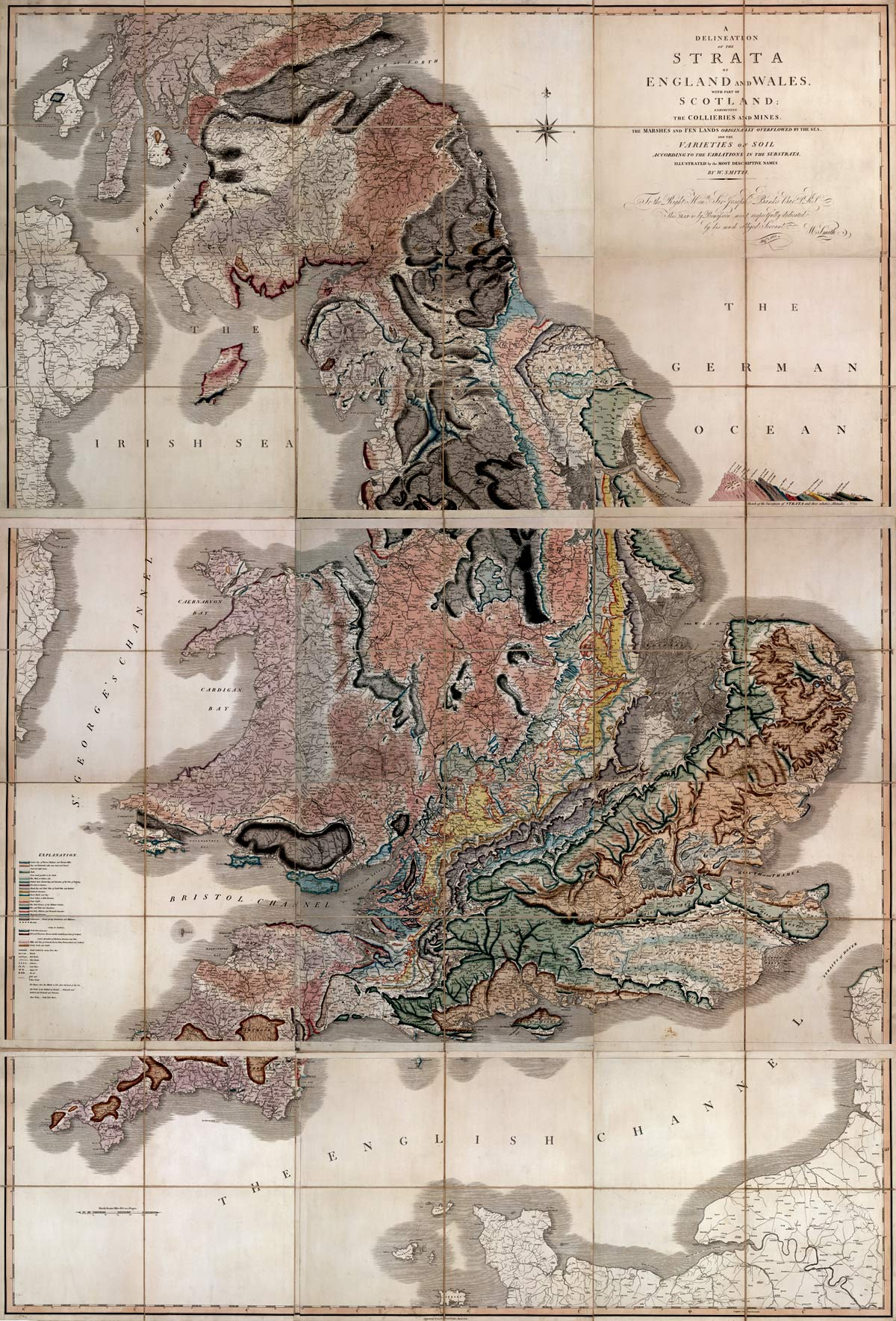
Mapa geològic de Gran Bretanya de William Smith, publicat l'any 1815

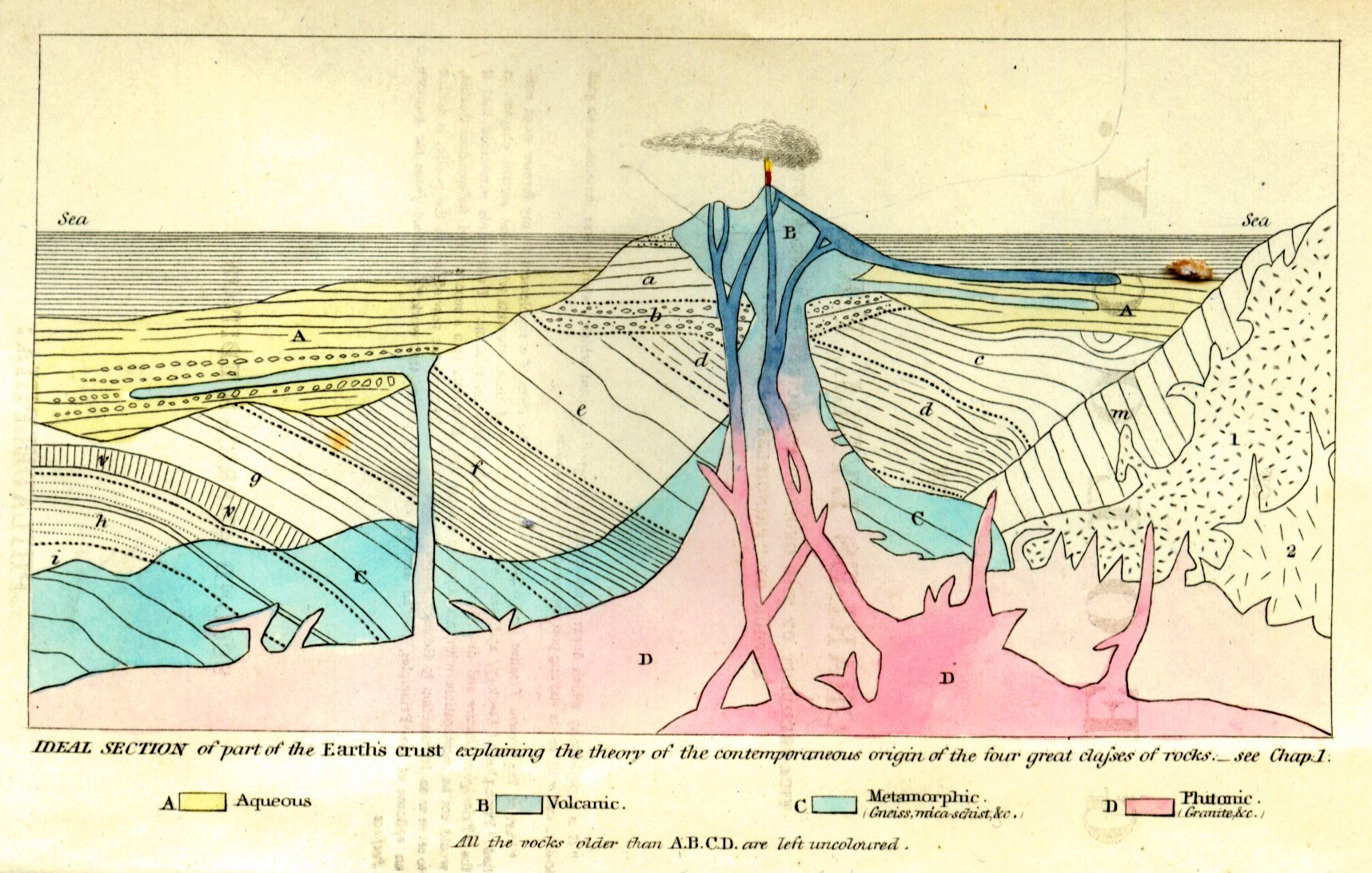
Frontispici de Principis de geologia de Charles Lyell, 1830.

La història de la geologia estudia el desenvolupament al llarg de la història de la geologia com a ciència —que avui s'ocupa de la composició, estructura, història i evolució de les capes internes i externes de la Terra i dels processos que la conformen. La geologia, com a ciència de la Terra, comparteix tronc comú amb moltes disciplines que s'han disgregat d'ella, o compartit camp, com la paleontologia, la vulcanologia, la sismologia o la geomorfologia i per això, part de la seva història és comuna amb aquestes i algunes branques més de la ciència.
Alguns dels fenòmens geològics més visibles —terratrèmols, volcans i erosió— així com alguns temes del seu estudi —roques, minerals, menes i metalls, pedres precioses, fòssils—han interessat a la humanitat des de sempre. El primer vestigi de tal interès és una pintura mural que mostra una erupció volcànica en el Neolític a Çatal Hüyük (Turquia) que data del mil·lenni VI a VI aC. L'antiguitat es va preocupar poc de la geologia, i quan ho va fer els seus escrits amb prou feines van tenir influència directa sobre la fundació de la geologia moderna. L'estudi de la matèria física de la Terra es remunta als antics grecs, que coneixien l'erosió i el transport fluvial de sediments, i els coneixements dels quals compendia Teofrast (372-287 aC) en l'obra Peri lithon [Sobre les roques]. En l'època romana, Plini el Vell va escriure detalladament sobre els molts minerals i metalls que s'utilitzaven en la pràctica, i va assenyalar correctament l'origen de l'ambre.
Alguns estudiosos actuals, com Fielding H. Garrison, opinen que la geologia moderna va començar al món islàmic medieval, quan la noció de capa apareix explícitament durant el període àrab clàssic i de forma més clara a la Xina, encara que aquestes contribucions tampoc van influir en el naixement de la geologia moderna. Abu al-Rayhan al-Biruni (973-1048) va ser un dels primers geòlegs musulmans, els treballs dels quals comprenen els primers escrits sobre la geologia de l'Índia, amb la hipòtesi que el subcontinent indi va ser una vegada un mar. L'erudit islàmic Avicenna (981-1037) va proposar una explicació detallada de la formació de les muntanyes, l'origen dels terratrèmols, i altres temes centrals de la geologia moderna, que proporcionen una base essencial per al posterior desenvolupament d'aquesta ciència. A la Xina, l'erudit Shen Kuo (1031-1095) va formular una hipòtesi per al procés de formació de la Terra, i basant-se en la seva observació de les petxines dels animals fòssils en un estrat geològic en una muntanya a centenars de quilòmetres del mar, va aconseguir inferir que la Terra s'hauria format per l'erosió de les muntanyes i per la deposició de sediments.
La mateixa situació va continuar a Europa durant l'edat mitjana i el Renaixement, sense que sorgís cap paradigma, i estant els estudiosos dividits sobre la important qüestió de l'origen dels fòssils. Durant els primers segles d'exploració europea es va iniciar una etapa de coneixements molt més detallats dels continents i oceans. Els exploradors espanyols i portuguesos van acumular, per exemple, un detallat coneixement del camp magnètic terrestre i en 1596, Abraham Ortelius va albirar ja la hipòtesi de la deriva continental, precursora de la teoria de la tectònica de plaques, comparant els perfils de les costes de Sud-amèrica i d'Àfrica.
Richard de Bury (1287-1345), en un llibre titulat Philobiblon o Filobiblión [L'amor als llibres], va utilitzar per primera vegada el terme geologia, o ciència terrenal. No obstant això, no sembla que el terme fos usat per definir una ciència l'objecte de la qual d'estudi anés la Terra, sinó més aviat el terme ciència terrenal apareix per oposició al final de teologia o altres termes amb connotacions espirituals. El naturalista italià Ulisse Aldrovandi (1522-1605) va usar per primera vegada la paraula geologia amb un sentit proper al que té avui, en un manuscrit trobat després de la seva mort. Va considerar la geologia com la ciència que s'ocupava de l'estudi dels fòssils, però cal tenir en compte que el terme fòssil incloïa també en aquesta època els minerals i les roques. Posteriorment, l'any 1657 va aparèixer un treball de Mickel Pederson Eschilt, escrit en danès, i titulat Geologia Norwegica, en el qual estudiava un terratrèmol que va afectar la part meridional de Noruega. L'any 1661, Robert Lovell (1630-1690), va escriure una Universal History of Minerals [Història Universal dels Minerals], una de les parts de la qual va denominar amb el nom llatinitzat de Geologia. Després aquesta paraula va ser usada per Fabrizio Sessa l'any 1687, en el seu treball titulat Geologia -nella quale es spiega che la Terre e non le Stelle influisca né suaoi corpi terrestre, afirmant que «la geologia és veritablement la que parla de la Terra i de les seves influències». Erasmus Warren, l'any 1690, va publicar un llibre titulat Geologia or a Discourse concerning the Earth before the Deluge [Geologia, o un discurs concernent a la Terra abans del diluvi]; no obstant això, el terme «Geologia» apareix solament en el títol de l'obra, no trobant-se després en el text. La paraula Geologia va ser establerta definitivament com un terme d'ús general en 1778 per Jean-André Deluc (1727-1817) i en 1779 per Horace-Bénédict de Saussure (1740-1799).
El naixement de la geologia occidental moderna és difícil de datar: Descartes, va ser el primer a publicar una «teoria de la Terra» l'any 1644; Nicolás Steno (1638-1686) va publicar l'any 1669 un llibre de 76 pàgines que descrivia els principis fonamentals de l'estratigrafia, el principi de superposició d'estrats, el principi de l'horitzontalitat original, i el principi de la continuïtat lateral; l'any 1721, Henri Gautier, inspector de carreteres i ponts, va publicar Nouvelles conjectures sur le globe de la terre, où l'on fait voir de quelle manière la terre se détruit journellement, pour pouvoir changer à l'avenir de figure.... [Noves conjectures sobre el globus de la terra, on es fa veure de quina manera la terra es destrueix diàriament, per poder canviar en el futur de figura ...].
James Hutton, sovint vist com el primer geòleg modern, va presentar l'any 1785 un document titulat Theory of the Earth, with Proofs and Illustrations per a la Societat Reial d'Edimburg. En la seva ponència, explicava la seva teoria que la Terra devia ser molt més antiga del que se suposava, amb la finalitat de tenir el temps suficient perquè les muntanyes poguessin haver estat erosionades i perquè els sediments aconseguissin formar noves roques en el fons del mar, i aquests al seu torn afloressin a la superfície per poder convertir-se en terra seca. Hutton va publicar una versió en dos volums de les seves idees l'any 1795. Els seguidors de Hutton van ser coneguts com plutonistes perquè creien que algunes roques es van formar per vulcanisme, que és la deposició de lava dels volcans, a diferència dels neptunistes, que creien que totes les roques s'havien format en el si d'un gran oceà el nivell del qual hauria disminuït gradualment amb el temps. William Smith (1769-1839) va dibuixar alguns dels primers mapes geològics i va començar el procés d'ordenar cronològicament els estrats rocosos mitjançant l'estudi dels fòssils continguts en ells, fundant, juntament amb Georges Cuvier i Alexandre Brongniart, la bioestratigrafia en els anys 1800.
Charles Lyell va publicar el seu famós llibre Principis de geologia l'any 1830. El llibre, que va influir en el pensament de Charles Darwin, va promoure amb èxit la doctrina de l'uniformisme. Aquesta teoria afirma que els processos geològics que han ocorregut al llarg de la història de la Terra, encara s'estan produint en l'actualitat. Per contra, el catastrofisme és la teoria que indica que les característiques de la Terra es van formar en diferents esdeveniments individuals, catastròfics, i que la terra es va mantenir sense canvis a partir de llavors. Encara que Hutton va creure en el uniformisme, la idea no fou àmpliament acceptada al moment. En la dècada de 1750, la geologia encara no estava fundada com una ciència, però en la dècada de 1830 sí que ja estava definitivament establerta i tenia les seves pròpies societats científiques i publicacions científiques.
Gran part de la geologia del segle XIX va girar entorn de la qüestió de l'edat exacta de la Terra. Les estimacions variaven enormement d'uns pocs centenars de milers, a milers de milions d'anys. Al segle xx, la datació radiomètrica va permetre que l'edat de la Terra s'estimés en aproximadament 2 milions d'anys. La consciència d'aquesta enorme quantitat de temps va obrir la porta a noves teories sobre els processos que van donar forma al planeta. Avui dia se sap que la Terra té aproximadament 4.500 milions d'anys.
Els avanços més importants en la geologia del segle XX han estat el desenvolupament de la teoria de la tectònica de plaques en la dècada de 1960, i el refinament de les estimacions de l'edat del planeta. La teoria de la tectònica de plaques — que va sorgir a partir de dues observacions geològiques per separat, l'expansió del fons oceànic i la deriva continental — va revolucionar completament les ciències de la Terra.

## Geologia precientífica

### Grecoromans
Diverses teories, en les quals es barregen les creences religioses i les observacions, van néixer en aquesta època, a Grècia i després en l'Imperi romà, en l'Índia antiga i en Antiga Xinesa. La mineralogia i el vulcanisme no tenien per als antics cap relació. Entre els grecs, la geologia no era una ciència separada com l'astronomia, sinó que formava part de la geografia, la qual cosa Karl Alfred von Zittel resumeix amb un lacònic: «No hi ha una geologia antiga». Però va haver-hi algunes intuïcions correctes, de vegades correctament sostingudes, o almenys racionalment recolzades.
Aristòtil va introduir la noció de cicle, a propòsit del flux dels rius, i considerava que els continents podien convertir-se en mars i viceversa, i especialment que la seqüència de petites causes durant llargs períodes podia produir grans efectes. També va fer observacions crítiques sobre la lenta taxa de canvi geològic, un dels primers conceptes basats en l'evidència relacionats amb el regne geològic. Va observar la composició de la terra i va formular una teoria en la qual la Terra canviava a un ritme lent i que aquests canvis no podien observar-se durant la vida d'una persona. No obstant això, fou el seu successor en el Liceu, el filòsof Teofrast (371-287 a. 287 aC.), qui va fer el progrés més gran en l'antiguitat amb la seva obra De Lapidibus [Sobre les pedres]. Va descriure molts minerals i menes tant de mines locals com les de Laurium, prop d'Atenes, i més lluny. També va discutir de forma bastant natural els tipus de marbre i materials de construcció com les pedres calcàries, i va intentar una classificació primitiva de les propietats dels minerals per algunes de les seves propietats, com la duresa. Però la interpretació errònia de Teofrast de la presència dels fòssils va ser comunament acceptada fins a la revolució científica del segle xvii. El treball d'aquest antic erudit grec, traduït al llatí i altres idiomes, va servir de referència durant gairebé dos mil anys.
Estrató de Làmpsac va elaborar una anàlisi dels fenòmens d'erosió i dels transports fluvials dels sediments en els estuaris. Més notable des d'un punt de vista metodològic va ser l'existència de veritables debats, que a una Terra que hauria existit des de tota l'eternitat, oposaven l'argument de l'erosió: «si la Terra no havia tingut començament […] totes les muntanyes haurien estat aplanades al mateix nivell, tots els pujols haurien estat retornades al mateix nivell que les planes». Zenó de Cítion.
Estrabó 64 aC.-19 dC) en la seva Geografia, Llibre XII, cap. 2, 4, va parlar de la correspondència dels «sortint i entrants en perfecta oposició» en un canó en el fons del qual fluïa un riu, entenent per sortint i entrant les capes tallades pel riu però sense incloure la mateixa noció de capa. En el mateix passatge reconeixia l'existència del transport de llim pels rius i l'avanç de les terres al fet que poguessin donar lloc en els seus estuaris. Estrabó també va refutar la teoria d'Eratòstenes que explicava la presència de fòssils a causa que el Mediterrani hauria aconseguit un nivell més alt quan l'estret de Gibraltar hagués estat tancat en un passat mític. Estrabó adduïa una causa present i observable, els terratrèmols, per explicar l'elevació del fons oceànic que conduïa a la presència de fòssils en llocs alts. Aquesta introducció d'una causa observable per explicar fenòmens anteriors va ser una de les innovacions gregues, però aquests mateixos grecs, sense explicar-ho, van considerar que tals causes podrien haver ocorregut d'una manera més violenta en el passat, i per a ells l'observació d'un terratrèmol que portava a l'elevació d'una illa validava implícitament l'existència de terratrèmols molt més violents que poguessin elevar àrees molt més grans. Aquest avanç dels grecs era, per tant, diferent del principi de l'actualisme descobert al segle xviii.
Molt més tard, en l'època romana, Plini el Vell (23-79 dC) va produir una discussió molt extensa de molts més minerals i metalls que eren usats àmpliament per a finalitats pràctiques. Va ser un dels primers a identificar correctament l'origen de l'ambre com una resina fossilitzada dels arbres mitjançant l'observació dels insectes atrapats en algunes peces. També va assentar les bases de la cristal·lografia en reconèixer l'hàbit octaèdric del diamant.
La geologia antiga no va ser inexistent, però els errors van ser nombrosos, en part agregats per compiladors com Plini el Vell, autor d'una obra d'una qualitat molt desigual, i en part durant l'edat mitjana. Aquests errors i l'ús dels textos grecoromans durant l'edat mitjana com un argument d'autoritat li van donar una reputació sulfurosa, i la geologia moderna del segle xviii no és hereva directa de la geologia antiga.

### Pares de l'església
Els pares de l'Església es dedicaven sobretot a la defensa de la fe cristiana; i si parlaven de geologia, era en la perspectiva de corroborar la Bíblia. Molts d'ells, Tertul·lià, Eusebi de Cesarea…, reconeixien els fòssils de petxines i peixos com a restes d'animals petrificats i concloïen d'això la veracitat de l'existència d'un Diluvi universal. Les poques contribucions dels grecoromans es van modificar perquè corresponguessin amb la Bíblia, i tota idea d'un temps geològic llarg va ser abandonada ja en Isidor de Sevilla, encara que l'aplicació de la creació del món en sis dies a la geologia es va tornar influent fins al segle xvii.

### Xina

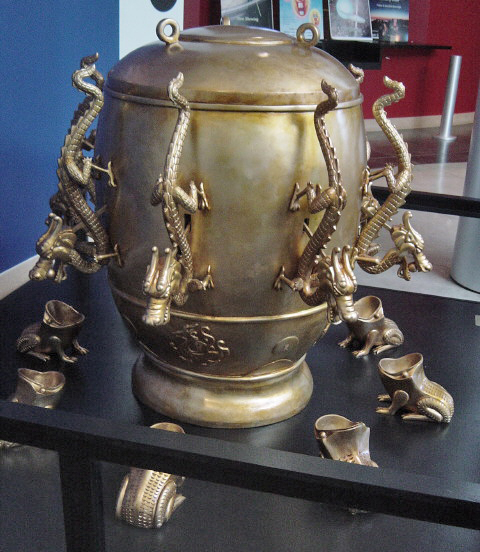
Rèplica del sismògraf de Zhang Heng, el Houfeng Didong Yi

Els fòssils eren coneguts en l'Antiga Xina des del primer segle I aC, però no sempre s'identificaven correctament amb les espècies modernes, i les restes d'un mol·lusc es prenien com a ales d'ocells, o les vetes en les roques es confonien amb els fòssils.
En la Xina del segle x, un dels naturalistes més intrigants va ser Shen Kuo (1031-1095), un personatge polimàtic que va incursionar en molts camps d'estudi en la seva època. En termes de geologia, Shen Kuo va ser un dels primers naturalistes a formular una teoria de la Geomorfologia, basant-se en les seves observacions de l'aixecament sedimentari, l'erosió del sòl, la deposició de sediments i els fòssils marins oposats a les muntanyes Taihang, situats a centenars de quilòmetres de l'oceà Pacífic. També va formular una teoria d'una gradualitat en el clima, després d'observar els antics bambús petrificats —plantes fòssils — que va trobar enterrats en un estat preservat prop de Yanzhou (modern Yan'an), en el clima sec del nord de la província de Shaanxi. Va formular una hipòtesi per al procés de formació de la terra: basant-se en la seva observació de les petxines fòssils en Taihang, va deduir que l'erosió i la deposició de sediments haurien remodelat el terreny i que aquestes muntanyes haurien estat en algun moment situades a nivell del mar.
Ja que la Xina era copejada amb freqüència per moviments de terres, s'estudiava la sismologia, però sense que fos emesa una teoria sobre les seves causes. La principal aportació va ser tecnològica, amb la invenció del primer sismògraf. Consistia en una massa pesada balancejada en un recipient, i el dispositiu era capaç d'indicar la direcció general del sisme, i molts d'aquests dispositius van ser construïts.
El treball dels xinesos no va ser conegut a Europa fins molt després de l'aparició de la geologia moderna.

### Període àrab clàssic
El període àrab clàssic va estar influenciat principalment pels autors grecs, directament o indirecta a través de la traducció dels textos grecs al siríaco o per mitjà dels perses, i encara que les connexions amb la ciència xinesa eren conegudes en certs camps, la seva influència va ser feble o inexistent en la geologia.
Les Rasâ'il al-Ikhwân al-Safâ' [Les Epístoles dels Germans de la Puresa], contenen una descripció completa d'un cicle geològic, l'erosió produeix sediments transportats pels rius al mar, que s'emplenava a poc a poc. Aquesta descripció és propera a la d'Aristòtil, però més detallada i presentava una nova idea important, l'estratificació de les capes sedimentàries en el fons del mar que conduïa a un intent d'explicar l'orogènesi «[els mars] dipositen aquestes sorres, aquesta argila i aquests còdols en la seva part inferior, capa sobre capa […] s'acumulen unes sobre les altres i així es formen en el fons dels mars les muntanyes i pujols». Els germans de la puresa van introduir també la idea d'una asimetria en la forma de la Terra, sent els mars i les terres dues esferes que tindrien centres diferents, per la qual cosa els mars no podrien cobrir completament les terres.
Abu al-Rayhan al-Biruni (973-1048) va ser un dels primers geòlegs musulmans, els treballs dels quals van incloure els primers escrits sobre la geologia de l'Índia, amb la hipòtesi que el subcontinent indi va ser una vegada un mar.
Avicenna (981-1037), polimatia persa, va fer contribucions significatives a la geologia i les ciències naturals (a les quals va anomenar Attabieyat), juntament amb altres filòsofs naturals com Ikhwan AI-Safa i molts altres. Va escriure una obra enciclopèdica titulada Kitab al-Shifa (ca. 1014-1020) [El llibre de la cura, la curació o el remei de la ignorància], en el qual la part 2, secció 5, conté el seu comentari sobre la Mineralogia i la Meteorologia d'Aristòtil, en sis capítols (Formació de muntanyes; Els avantatges de les muntanyes en la formació de núvols; Fonts d'aigua; Origen dels terratrèmols; Formació dels minerals; La diversitat del terreny de la terra). Avicenna va ser més influent que els Germans de la Puresa, encara que les seves contribucions van ser menys interessants, i, a més, el seu text va ser conegut a Occident a través d'una traducció d'Alfredo de Sareshel feta al voltant de 1200 que va truncar alguna cosa el text. Aquest text, De mineralibus, primer s'atribuirà a Aristòtil i es va utilitzar sovint a l'edat mitjana pels alquimistes, encara que Avicenna en la versió original la condemnava. De mineralibus té dues parts de geologia interessant, De la congélation des pierres i De la cause des montagnes. Els fòssils s'expliquen per la inclusió d'animals i plantes convertides en pedra per una virtut petrificadora dels sòls pedregosos. La part explicativa del fenomen, que les terres que contenien fòssils marins havien estat una vegada submergides, falta en el text llatí. Avicnena explica les muntanyes per dues causes, els moviments de terra que aixecaven el sòl i, en menor mesura, l'erosió, que deixava intactes els relleus més durs. Avicenna també coneixia l'estratificació que explicava pels successius avanços i retirs dels mars, sent cada capa deguda a un d'aquests avanços. Aquesta part del text també mancada en la versió llatina de Sareshel.

### Edat mitjana Europea
Malgrat una certa censura per part de l'Església, el to de la ciència medieval és relativament lliure, si bé les autoritats religioses de vegades es van inclinar cap al dogma -com amb la prohibició d'algunes de les tesis de Aristòtil al voltant de 1210, revocades l'any 1234 i, després una vegada més, condemnades a 1277, - molts pensadors consideraven que la ciència no era incompatible amb la fe cristiana. Aquesta ciència troba el seu apogeu en la creació de les primeres universitats a Occident i amb l'adveniment de l'escolàstica. Estudiosos com Robert Grosseteste, Roger Bacon, Tomàs d'Aquino o Guillem d'Ockham van ser veritables científics. la condemna de l'any 1277 va ser la premissa d'una separació de la fe i la ciència amb la doctrina de la doble veritat, una concernent a la fe i l'altra a la raó, veritats que podien ser contradictòries.
Albert el Gran (1193 / 1206-1280) va reprendre algunes de les idees d'Aristòtil i d'Avicenna. En el camp de la geologia, va estudiar els fòssils de la conca parisenca, però sembla dubtar quant al seu origen: d'una banda, cita Avicenna en atribuir-los un origen animal; de l'altra, evoca la possibilitat que els fòssils es creessin directament a la pedra sense origen biològic. Aquesta ambigüitat era compartida per altres autors de l'Edat Mitjana; Ristoro d'Arezzo portava a un origen orgànic dels fòssils, i Pietro d'Abano, per contra considerava que es generaven a terra per l'acció dels astres. Ristoro d'Arezzo també va donar una teoria sobre l'origen de les muntanyes, una forma d'atracció de les estrelles que tendia a elevar la superfície de la Terra; curiosament, considerava que aquesta força seria proporcional a la distància, a diferència de la força exercida per un imant o la gravitació encara per descobrir.
Jean Buridan va emetre la idea que la Terra estaria composta per dos hemisferis asimètrics, que pot haver estat inspirada pels germans de la puresa. Les terres són més lleugeres que els oceans, el sol escalfa la terra i les alleugereix. Aquest alleugeriment provoca un augment de les terres combatudes pels fenòmens d'erosió. L'hemisferi nord, amb una majoria de terra, és més lleuger que l'hemisferi sud, i el centre de gravetat està descentrat.[Tall. 2] Buridan va usar una escala de temps incompatible amb la Bíblia, i els fenòmens que va descriure requerien almenys desenes de milions d'anys, i també va desconnectar les causes de l'astronomia, invocant només al Sol i ja no als estels. Els manuscrits de Buridan no s'imprimiren, Leonardo da Vinci va reprendre parcialment la idea de l'asimetria del globus, però Buridan va tenir menys influència que el seu successor, Albert de Saxònia, que va reintroduir l'astronomia en els cicles de formació de les muntanyes. Buridan no rebutjava la idea del diluvi, però considerava que tal fenomen no podia haver tingut una causa natural.

### Renaixement europeu

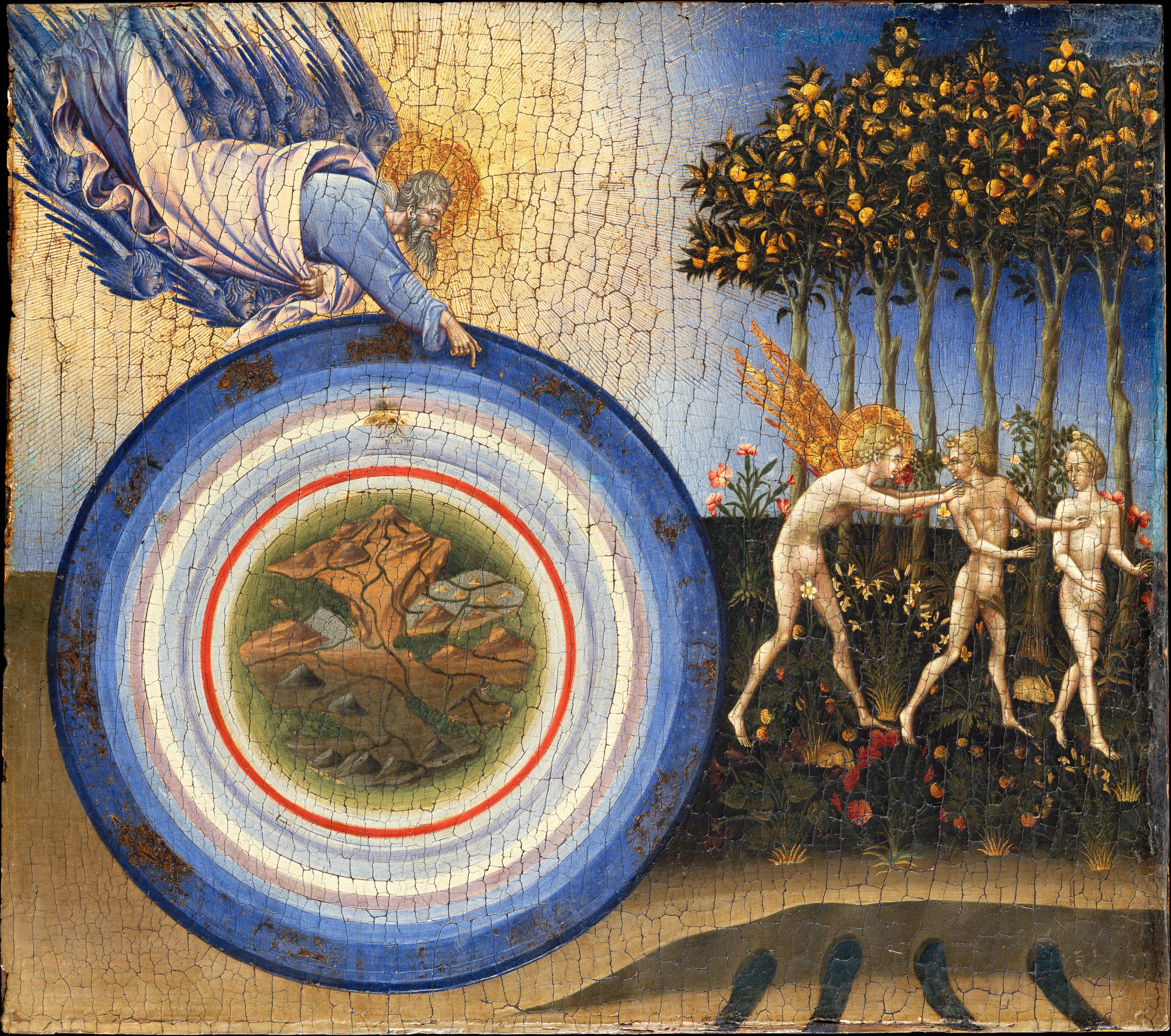
Representació de la terra i l'aigua circumdant sota les esferes dels elements aire i foc (vermell), així com els planetes i esferes estel·lars (segle XV)

El Renaixement va començar al segle xiv a Itàlia per difondre's en la resta d'Europa als segles XV i XVI. El gravat en fusta, i després en coure, i la invenció dels caràcters mòbils en la impremta van permetre la difusió dels textos d'autors moderns i antics. La caiguda de Constantinoble va permetre l'arribada d'un bon nombre de manuscrits i d'erudits de parla grega a Occident, però aquest redescobriment de textos grecs va ser anterior a la caiguda de l'Imperi Romà d'Orient, ja que el Renaixement va ser més un període de transició que de ruptura. Malgrat aquesta atmosfera favorable, la geologia va avançar poc durant el Renaixement.
L'origen dels fòssils, biològic o no, va començar a ser realment debatut a partir de la dècada de la dècada de 1500, debat que va continuar durant la major part del segle xvi, però des del començament del Renaixement l'origen animal no era qüestionat per la majoria dels autors, sent les principals diferències les que es referien a les causes que van portar al fet que aquests fòssils, sovint d'origen marí, estiguessin allunyats del mar, a l'interior de la terra.
Per als autors del Renaixement les muntanyes eren el resultat de l'erosió (Leonardo, Agricola, Palissy) o eren relleus l'existència dels quals es remuntava a la creació de la Terra; s'evocaven incendis subterranis per explicar el vulcanisme i els terratrèmols, però aquestes causes no s'aplicaven a l’orogènesi.
L'origen de les fonts sovint es reduïa a un origen oceànic: l'aigua dels oceans circulava subterràniament i reapareixia, ja que durant el Renaixement l'altitud dels oceans era poc coneguda, i fins i tot Palissy, qui refutava aquesta teoria, considerava que certes parts de la superfície de l'oceà podien estar més altes que la Terra.
Leonardo da Vinci (1452-1519) no va estar interessat ni en la vulcanologia ni en la sismologia. Com no va publicar el que va escriure sobre fòssils i erosió, la seva influència és difícil d'estimar. Va refutar la teoria de la gènesi fòssil in situ i les teories basades en el diluvi, particularment en el Còdex Leicester. També en aquest còdex va identificar entre elles les capes presents en tots dos costats d'una vall erosionada per la presència d'un riu. Leonardo mai va presentar una teoria global de la terra i va jugar amb diverses idees, la d'una terra buida, la d'un sòl ple d'aigua o fins i tot va reprendre les idees d'Albert de Saxònia o les de Buridan.
Les principals contribucions del cèlebre ceramista francès Bernard Palissy (1510-1590) es troben en el seu tractat sobre Eaux et fontaines [Aigües i fonts], en el qual refutava l'opinió àmpliament acceptada des de l'antiguitat de l'origen oceànic de les fonts i mostrava que l'aigua dels rius provenia de la pluja. Palissy admetia l'origen biològic dels fòssils, però rebutjava el seu origen marí o que fossin portats pel diluvi; per a ell aquests fòssils eren restes d'animals d'aigua dolça que habitarien els rius Sobre la qüestió dels fòssils, Palissy no va ser innovador, les seves contribucions segueixen sent inferiors a les de Leonardo.

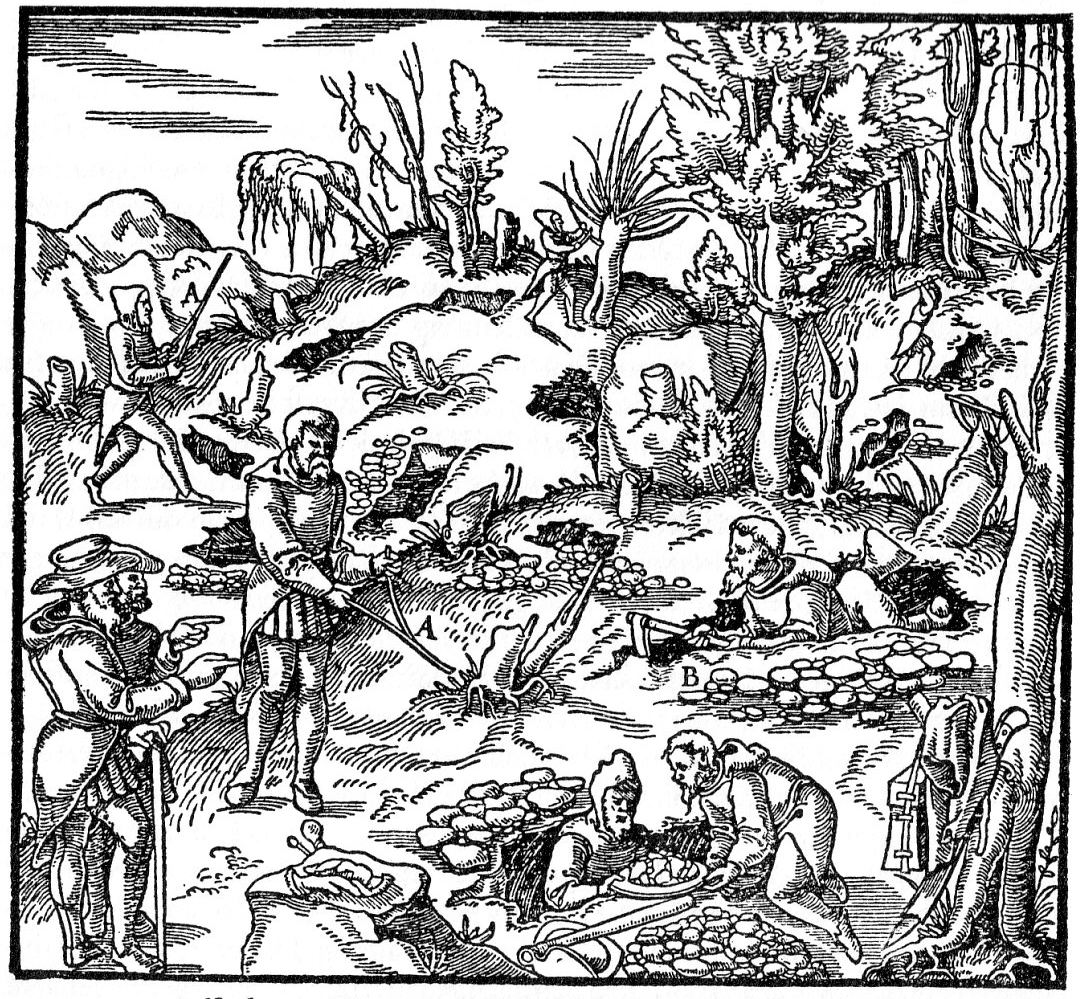
Representació de miners i arquers (en part amb vara divina) en Agrícoles De re metallica, 1556

El gran humanista Georg Bauer, anomenat Georgius Agricola (1494-1555) resumeix el coneixement miner i metal·lúrgic del seu temps en la seva obra més famosa De re metallica, que va aparèixer pòstumament l'any 1556. Aquest últim també inclou un apèndix titulat Buch von den Lebewesen unter Tage (Llibre de les criatures subterrànies). Tracta, en particular, de l'energia eòlica i hidrodinàmica, del transport i de la fosa dels minerals i de l'extracció de diversos jaciments i, per tant, és un veritable tractat sobre metal·lúrgia. El de re metallica també s'ocupa de la successió de capes oposades en les mines en Saxònia, sense intentar explicar-ho. L'obra d'Agricola de més interès per a la geologia, es publica l'any 1544 sota el títol De ortu et causis subterraneorum; critica les hipòtesis antigues i senti les primeres bases del que després es convertirà en Geomorfologia per la seva descripció de l'erosió.

## Geologia científica

### Segle XVII a Europa

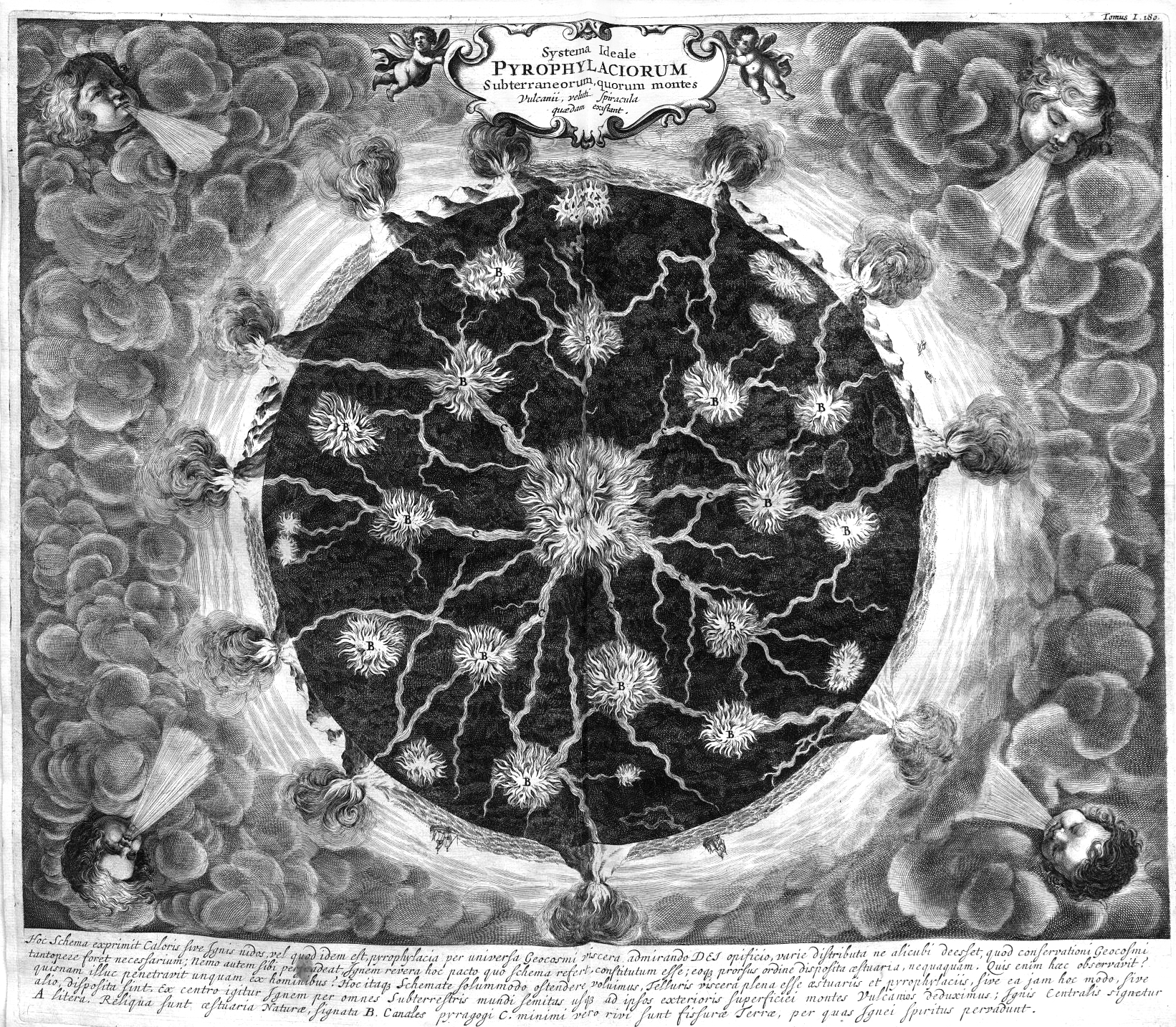
Model de Kircher dels focs interns de la Terra, de Mundus Subterraneus.

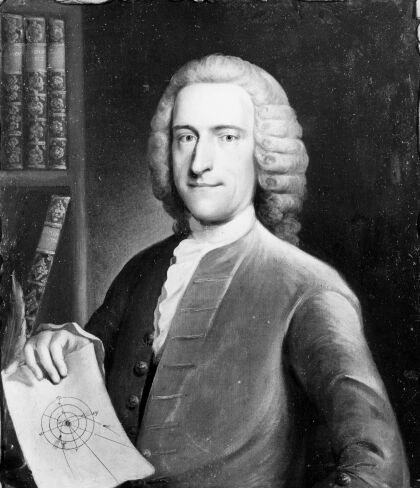
Un retrat de Whiston amb un diagrama que mostra les seves teories del catastrofisme cometari, ben descrit en A New Theory of the Earth (1692)

Fins al segle XVII la geologia no havia fet grans avenços, i l'obra de 1664 de  Mundus subterraneus  de Athanasius Kircher (1601/02-1680) permet saber el que un home educat del segle xvii imaginava era l'interior de la terra, un cos petri recorregut no només per bandes de foc, sinó també per rius i llacs subterranis. Però en aquest moment la disciplina va adquirir entitat pròpia en el món de les ciències naturals distingint-se de la majoria de les altres ciències per l'enfocament històric: els minerals podrien ser fàcilment classificats per un químic, els fòssils per un biòleg; les propietats del cos terrestre serien descrites per un físic, i la seva figura per un geògraf. Però el geòleg no només preguntaria: «¿què és això?», Sinó, sobretot, «¿com es va convertir en el que és?».
La geologia ha estat confrontada durant molt de temps amb el dogma de l'Església catòlica sobre l'edat de la Terra. De fet, el concepte clau de la geologia és la «durada», i les primeres observacions científiques contradeien directament l'ensenyament bíblic que es troba en el primer capítol de l'Antic Testament, que tracta del Gènesi, on es diu que la Terra va ser creada en sis dies. El món cristià va descobrir que les diferents traduccions de la Bíblia tenien diferents versions del text bíblic. L'única entitat que es mantenia consistent a través de totes les interpretacions era que el Diluvi havia donat forma a la geologia i la geografia del món. Per provar l'autenticitat de la Bíblia, molts estudiosos van sentir la necessitat de demostrar amb evidències científiques que el Gran Diluvi de fet havia ocorregut. Aquest desig de disposar de millors dades, va augmentar les observacions sobre la composició de la Terra, el que al seu torn va conduir a la descoberta de més fòssils. Tot i que les teories que van resultar de l’interès més gran en la composició de la Terra van ser sovint manipulades per donar suport al concepte del Diluvi, un resultat genuí va ser un major interès en la composició de la Terra. A causa de la força de les creences cristianes durant el segle xvii, la teoria de l'origen de la Terra que va ser més àmpliament acceptada va ser la recollida en l'obra A New Theory of the Earth [Una nova teoria de la terra] publicada el 1696 pel teòleg, historiador i matemàtic anglès William Whiston (1667-1752). Whiston va utilitzar el raonament cristià per provar que el Gran diluvi havia passat i que el diluvi havia format els estrats rocosos de la Terra.
Durant el segle xvii, tant l'especulació religiosa com la científica sobre l'origen de la Terra van impulsar encara més l'interès per la Terra i van donar lloc a tècniques d'identificació més sistemàtiques dels estrats de la Terra, que es poden definir com les capes horitzontals de roca que tenen aproximadament la mateixa composició en tot. Un pioner important en la ciència va ser el metge i naturalista danès Nicolaus Steno (1638-1686), que malgrat que s'havia format en els textos clàssics de la ciència, en 1659 va qüestionar seriosament el coneixement acceptat del món natural. Amb la comprensió fonamental que els estrats més baixos de la roca eren també els més antics, i els superposats, cada vegada més joves, Steno va redescobrir el  principi estratigràfic. La disposició en l'espai corresponia així en realitat a una seqüència en el temps. A més, Steno va postular que totes les capes s'haurien dipositat en origen horitzontalment, i que les capes només van poder ajustar-se, trencar-se i plegar-se posteriorment per acció de les forces internes de la Terra. Així mateix, Steno va entendre una vegada més la naturalesa orgànica dels fòssils: si s'haguessin format retroactivament dins de la roca, com creia Aristòtil, la roca circumdant els hauria deformat, com les arrels dels arbres que creixen en una fissura. Però de fet la roca circumdant s'adaptava als fòssils, el que deixava clar que havien de ser més antics que la roca circumdant. Steno també va ser el primer cristal·lògraf a reconèixer la llei de la constància angular en el quars i en 1669 va dibuixar el primer perfil geològic de la Toscana, un perfil que va ser realment històric. Les seves investigacions i conclusions han portat als acadèmics actuals a considerar com un dels fundadors de l'estratigrafia i de la geologia modernes. (Steno, que es va fer catòlic quan era adult, finalment va ser nomenat bisbe, va ser beatificat el 1988 pel papa Joan Pau II i per això també se l'anomena beat Nicolau Steno).
Els coetanis de Steno van continuar abordant el problema de per què els fòssils estaven incrustats en el profund de les roques en lloc d'estar a la superfície. Una sortida va ser simplement negar l'origen orgànic dels fòssils, i descartar-los com formacions espontànies i curiosos «jocs de la naturalesa», com va fer el metge i naturalista anglès Martin Lister (1638-1711). Robert Hooke (1635-1703) va avançar llavors la possibilitat de reconstruir a partir del contingut fòssil de les roques una seqüència temporal de condicions ambientals canviants, però ni ell ni cap dels seus coetanis van desenvolupar la idea.
Tals enfocaments de la història de la terra es van veure obstaculitzats durant molt de temps per l'adhesió a l'escala de temps bíblica. L'exemple més famós és el càlcul de l'arquebisbe d'Armagh (Irlanda), James Ussher (1580-1656), qui en el llibre de 1650 Els anals del món va datar la creació del món el dilluns 23 de octubre de 4004 aC (veure: calendari d'Ussher-Lightfoot). L'únic esdeveniment que va poder haver canviat significativament la forma de la Terra després de la creació va ser el Diluvi. Se li atribuïa no només per l'existència de fòssils allunyats de la mar, sinó també per l'àmplia extinció que evidenciaven en gran part les roques del nord i centre d'Europa i que van ser reconegudes només al segle xix com a evidència dels últims períodes freds. A causa de la similitud de les costes d'Àfrica i Sud-amèrica, un teòleg anomenat Lilienthal en 1736 fins i tot va culpar el diluvi per la ruptura d'aquests continents.

### Segle XVIII a Europa

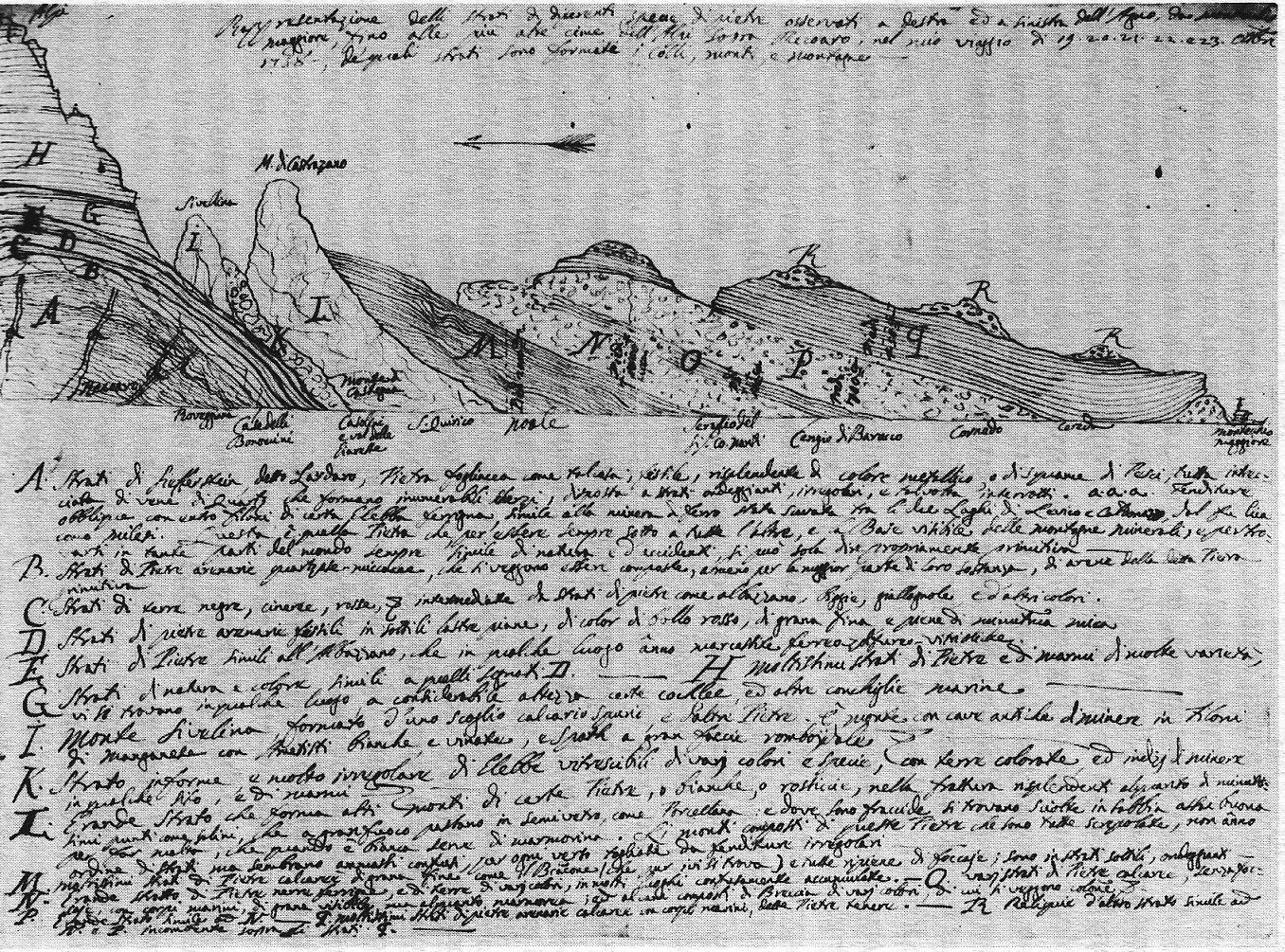
Secció geològica realitzada per Arduino (1758)

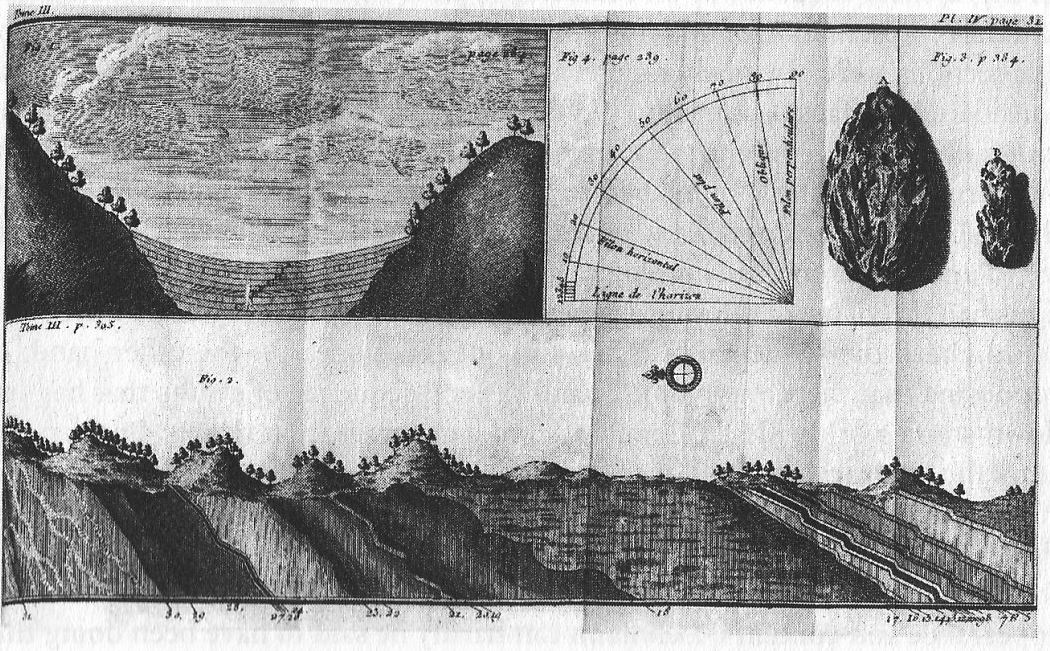
Secció geològica de Turíngia, de Lehmann (1759)

També durant el segle xviii, els aspectes de la història de la Terra, és a dir, les divergències entre el concepte religiós acceptat i l'evidència objectiva, es van convertir una vegada més en un tema popular per al debat en la societat. L'any 1744, el naturalista francès Georges-Louis Leclerc, comte de Buffon, va publicar la seva obra Història i teoria de la terra en què atacava els populars relats bíblics donats per Whiston i altres teòrics eclesiàstics de la història de la Terra. A partir de l'experimentació amb el refredament de globus, i atès que pensava que la Terra s'havia format a partir d'un tros esqueixat del sol, va estimar que l'edat de la Terra no era de sol 4000-5500 anys com s'inferia de la Bíblia, sinó de 75000 anys. També el filòsof Immanuel Kant va descriure la història de la Terra sense referència a Déu ni a la Bíblia en la seva obra de 1755 història general de la naturalesa i teoria del cel (Allgemeine Naturgeschichte und Theorie des Himmels). de les obres d'aquests homes respectats, així com d'altres, es va fer acceptable a mitjans del segle xviii qüestionar l'edat de la Terra. Aquest qüestionament va representar un punt d'inflexió en el seu estudi, sent des de llavors possible estudiar la seva història des d'una perspectiva científica sense preconcepcions religioses. La creença en l'escala de temps bíblica es va perdre gradualment, i es van fer intents de construir un pont entre l'antic coneixement pràctic dels miners i metal·lúrgics i les especulacions purament teòriques de Descartes, Leibniz o Kant sobre l'origen de la terra. Així, la geologia va fer la transició d'una ciència descriptiva a una ciència explicativa. La recol·lecció de fòssils i de minerals va esdevenir una moda en els cercles burgesos, i el coneixement de les rareses geològiques es considerava una part important de l'educació general.
Amb l'aplicació dels mètodes científics a la investigació de la història de la Terra, l'estudi de la geologia va poder convertir-se en un camp distintiu de la ciència. Per començar, havien d'elaborar la terminologia i la definició del que constituïa l'estudi geològic. El terme «geologia» es va usar tècnicament per primera vegada en publicacions de dos naturalistes de Ginebra, Jean André Deluc i Horace-Bénédict de Saussure, encara que la veu «geologia» no va ser ben rebuda fins que va ser recollida en un compendi molt influent, la Encyclopédie, publicada a partir de 1751 per Denis Diderot. Una vegada que es va establir el terme per denotar l'estudi de la Terra i de la seva història, la geologia va ser a poc a poc reconeguda com una ciència diferent que podria ensenyar-se com un camp d'estudi a les institucions educatives. L'any 1741, la institució més coneguda en el camp de la història natural, el Museu Nacional d'Història Natural de França, va crear el primer lloc d'ensenyament designat específicament per a geologia. aquest va ser un pas important per promoure encara més el coneixement de la geologia com una ciència i en reconèixer el valor de difondre àmpliament aquest coneixement.
Les primeres persones a implementar la idea d'Hooke d'una possible història geològica van ser els geòlegs alemanys Johann Gottlob Lehmann (1719-1767) i Georg Christian Füchsel (1722-1773), tot i que van considerar la diferent formació de roques (litologia) en lloc del contingut fòssil. A mitjan segle xviii van fer les primeres seccions de perfil i els mapes geològics que representaven les capes de roca en els districtes miners de Turíngia.
El director de mineria de la Toscana, Giovanni Arduino (1714-1795) també va realitzar un perfil de les muntanyes alpines italianes. Va proposar el 1759 dividir les roques de l'escorça terrestre en «primàries», «secundàries», «terciàries» i «quaternàries». Els últims dos termes encara estan en ús avui, els dos primers corresponen aproximadament al Paleozoic i al Mesozoic actuals. També va reconèixer que els fòssils en els estrats més joves eren cada vegada més similars als organismes vius.

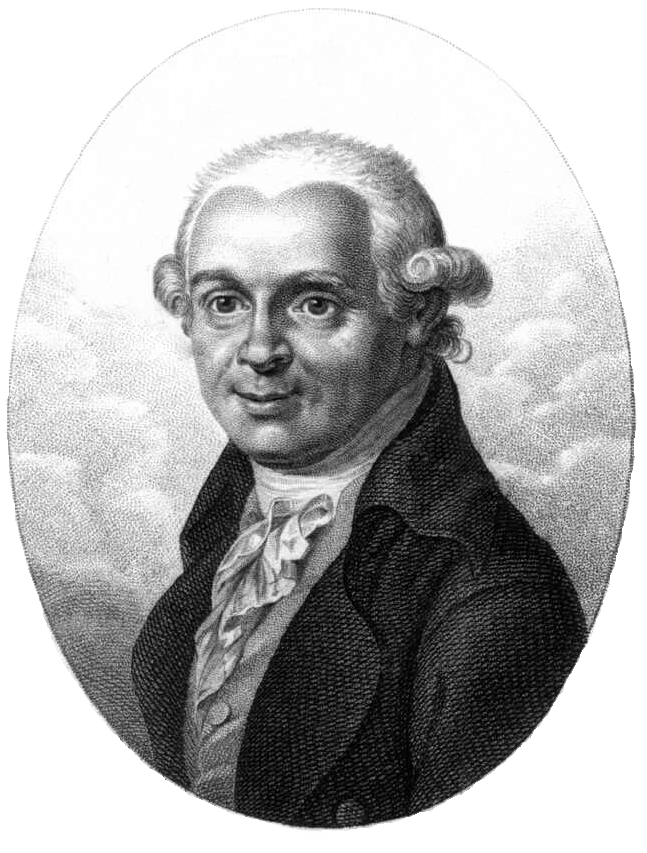
Abraham Gottlob Werner retrat de Christian Leberecht Vogel (1801)

A partir d'aquest interès creixent en la naturalesa de la Terra i en el seu origen, va sorgir una major atenció als minerals i als altres components de l'escorça terrestre. A més, la creixent importància econòmica de la mineria a Europa a mitjan segle xviii va fer que la possessió de coneixements precisos sobre els minerals i la seva distribució natural fora vital. Els acadèmics van començar a estudiar la composició de la Terra de manera sistemàtica, amb comparacions detallades i descripcions no només de la terra en si, sinó dels metalls semipreciosos que contenia, que tenien un gran valor comercial. Per exemple, l'any 1774, l'alemany Abraham Gottlob Werner (1749/50-1817) inspector de mines i professor de mineria i mineralogia a l'acadèmia de mineria de Freiberg (Saxònia), el més important centre d'estudi de geologia durant el segle xviii, va publicar el llibre Von den äusserlichen Kennzeichen der Fossilien  [Sobre els caràcters externs dels minerals], que li va brindar un ampli reconeixement perquè presentava un sistema detallat per identificar minerals específics basant-se en les seves característiques externes. Anys més tard (1787) va publicar Kurze Klassifikation und Beschreibung der verschiedenen Gebirgsarten [Breu classificació i descripció dels diferents tipus de muntanya]es productives més eficients per a la mineria i es podien trobar metalls semipreciosos, i amb això guanyar més diners. Aquest impuls pel guany econòmic va fer que la geologia fos el centre d'atenció i la va convertir en un tema popular a seguir. A l'ésser més les persones que l'estudiaven, van arribar observacions més detallades i més informació sobre la Terra.

#### Neptunistes vs. Plutonistes
Ja a la dècada de 1770 la química començava a exercir un paper fonamental en la base teòrica de la geologia i d'ella van sorgir dues teories oposades amb seguidors compromesos. Aquestes teories contrastants oferien diferents explicacions de com s'havien format les capes rocoses de la superfície de la Terra.
La primera de les teories suggeria que havia estat una inundació líquida, tal com el diluvi bíblic, la qual havia creat tots els estrats geològics. La teoria va estendre les teories químiques que s'havien desenvolupat des del segle XVII i va ser promoguda per l'escocès John Walker (1731-1803), el suec Johan Gottschalk Wallerius (1709- 1785) i el ja citat Abraham Werner. Van ser les opinions de Werner les que van aconseguir influència internacional al voltant de l'any 1800: al planeta, originalment cobert d'aigua, s'havien anat formant roques mitjançant sedimentació en el fons marí. D'aquesta manera, el planeta s'havia format des del seu nucli, de roques més antigues i dures -com el basalt i el granit - fins a les capes superficials, més febles, en què es trobaven gran quantitat de fòssils. El diluvi universal descrit en la Bíblia hauria repetit el mateix procés, afegint noves capes de roques lleugeres sobre un nucli més sòlid. La influència dels volcans, per tant, quedava limitada a una petita addició de material superficial, en tant que el veritable procés generatiu de la roca es realitzava sota l'aigua. El sistema de Werner va ser influent i els que van acceptar la seva teoria van ser coneguts com a «diluvianistes» o «neptunistes». La tesi neptunista va ser la més popular a la fi de segle xviii, especialment per a aquells que tenien una formació química.

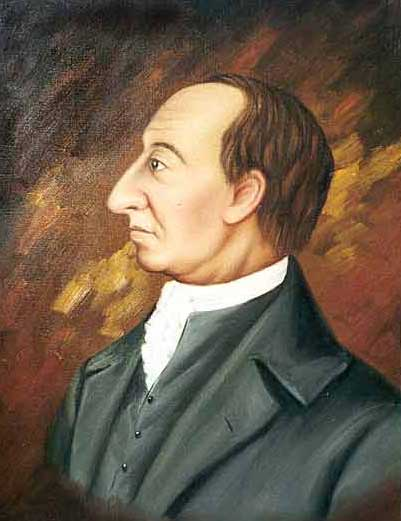
James Hutton (1726 - 1797)

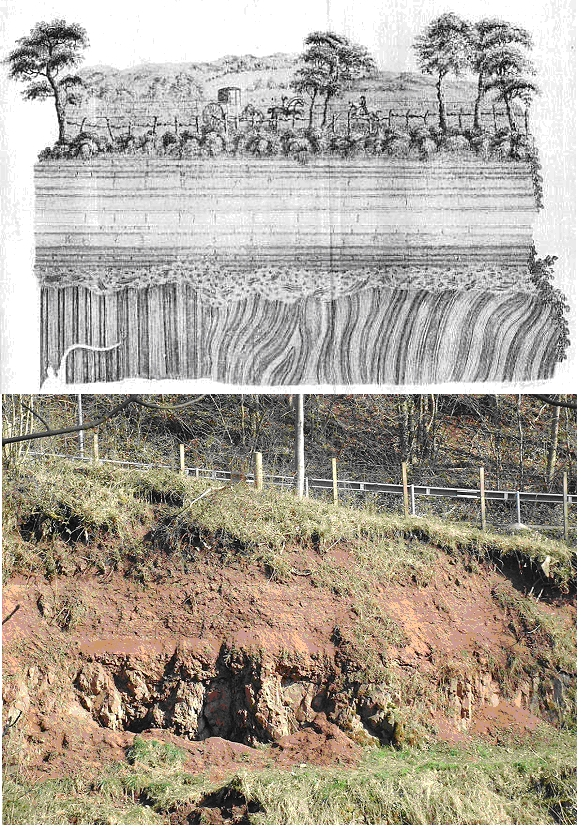
Discordança de Hutton a Jedburgh. A dalt: il·lustració de John Clerk d'Eldin (1787); baix: fotografia de 2003.

No obstant això, una altra tesi va aconseguir lentament prestigi des de la dècada de 1780 en endavant. En lloc de sota l'aigua, alguns naturalistes de mitjan segle xviii, com el ja esmentat Buffon, havien suggerit que els estrats s'haurien format a través de la calor (o foc). La idea que les roques s'originarien mitjançant processos a altes temperatura va ser proposada per primera vegada per Anton Moro (1687-1750), i es basava en els seus estudis sobre les illes volcàniques. La tesi va ser modificada i ampliada pel naturalista escocès James Hutton (1726-1797) considerat el pare fundador de la geologia moderna, que descrivia l'origen de les roques com un procés constant d'erosió dels elements i regeneració del material mitjançant pressió i temperatura. Hutton no creia que el basalt fos un material sedimentari que es componia parcialment de fòssils, i postulava el seu origen volcànic; va encertar en afirmar que el basalt no contenia fòssils, a més de ser impermeable, dur i cristal·lí. Després Hutton va buscar evidències per donar suport a la seva idea que havia d'haver hagut cicles repetits, cadascun dels quals implicava una deposició en el fons marí, una elevació amb inclinació i erosió, i després un moviment submarí de nou perquè es dipositessin més capes. A Glen Tilt, en les muntanyes de Cairngorm, va trobar esquists metamòrfics penetrant en el granit, d'una manera que li indicaven que la presumpta roca primordial s'havia fos després que s'haguessin format els estrats.
L'any 1785 va presentar un article titulat  Theory of the Earth; or and Investigation of the Laws observable in the Composition, Dissolution and Restoration of Land upon the Globe  [Teoria de la Terra; o una investigació de les lleis observables en la composició, dissolució i restauració de la terra sobre el Globus] que es va publicar l'any 1788 en les «Transaccions de la of the Royal Society of Edinburgh». Aquest article, pràcticament sense canvis, va constituir el primer capítol del seu llibre en dos volums de 1795,  Theory of the Earth, with Proofs and Illustrations  [Teoria de la Terra, amb evidències i il·lustracions]. Aquest pot considerar-se com el primer tractat modern sobre geologia, ja que Hutton va establir en ell els principis de l'uniformisme -la suposició que les mateixes lleis i processos naturals que operen a les observacions científiques actuals sempre han operat a l'univers en el passat i s'apliquen en tot l'univers. -, del plutonisme i del metamorfisme. La nova teoria geològica que Hutton va proposar implicava que la Terra havia de ser molt més antiga del que es pensava i que no podia explicar-se dins dels límits de la cronologia inferida de la Bíblia. De fet, el temps que les muntanyes necessitaven per erosionar i el temps en què els sediments formarien noves roques sota el mar, que al seu torn s'elevarien i emergirien, no es podia comptar en mil·lennis, sinó que havien de ser comptats en desenes o centenars de milions d'anys.
Hutton va ser sens dubte un investigador brillant, però va presentar les seves idees per escrit d'una manera massa confusa i massa complicada perquè el seu brillant treball s'entengués immediatament. Va ser el seu amic, el matemàtic escocès John Playfair (1748-1819), qui va fer una presentació clara i accessible a una àmplia audiència en el seu llibre  Illustrations of the Huttonian Theory of the Earth  [Il·lustracions de la teoria huttoniana de la Terra], publicat el 1802. Gràcies a aquest compendi de Playfair, la teoria d'Hutton va ser coneguda i finalment acceptada per un nombre creixent de geòlegs (entre els quals estarà l'escocès Charles Lyell). Els que van seguir les tesis d'Hutton a principis de segle xix es van referir a aquesta visió com plutonisme: la formació de la Terra a través de la solidificació gradual d'una massa fosa a un ritme lent mitjançant els mateixos processos que van ocórrer al llarg de la història i que continuaven en l'actualitat. Els «plutonistes» creien que els processos volcànics -no l'aigua d'una gran inundació- eren l'agent principal en la formació de roques que s'havien format per dipòsits de lava produïts sota terra en els volcans. S'oposaven als « neptunistes» que pensaven que les roques s'havien format en un gran oceà el nivell havia baixat amb el temps. A principis de la segona meitat del segle xviii, Jean-Étienne Guettard (1715-1786) i Nicolas Desmarest (1725-1815) havien recorregut el centre de França i van registrar les seves observacions en un mapa geològic, destacant l'origen volcànic d'aquesta regió.

### Segle XIX

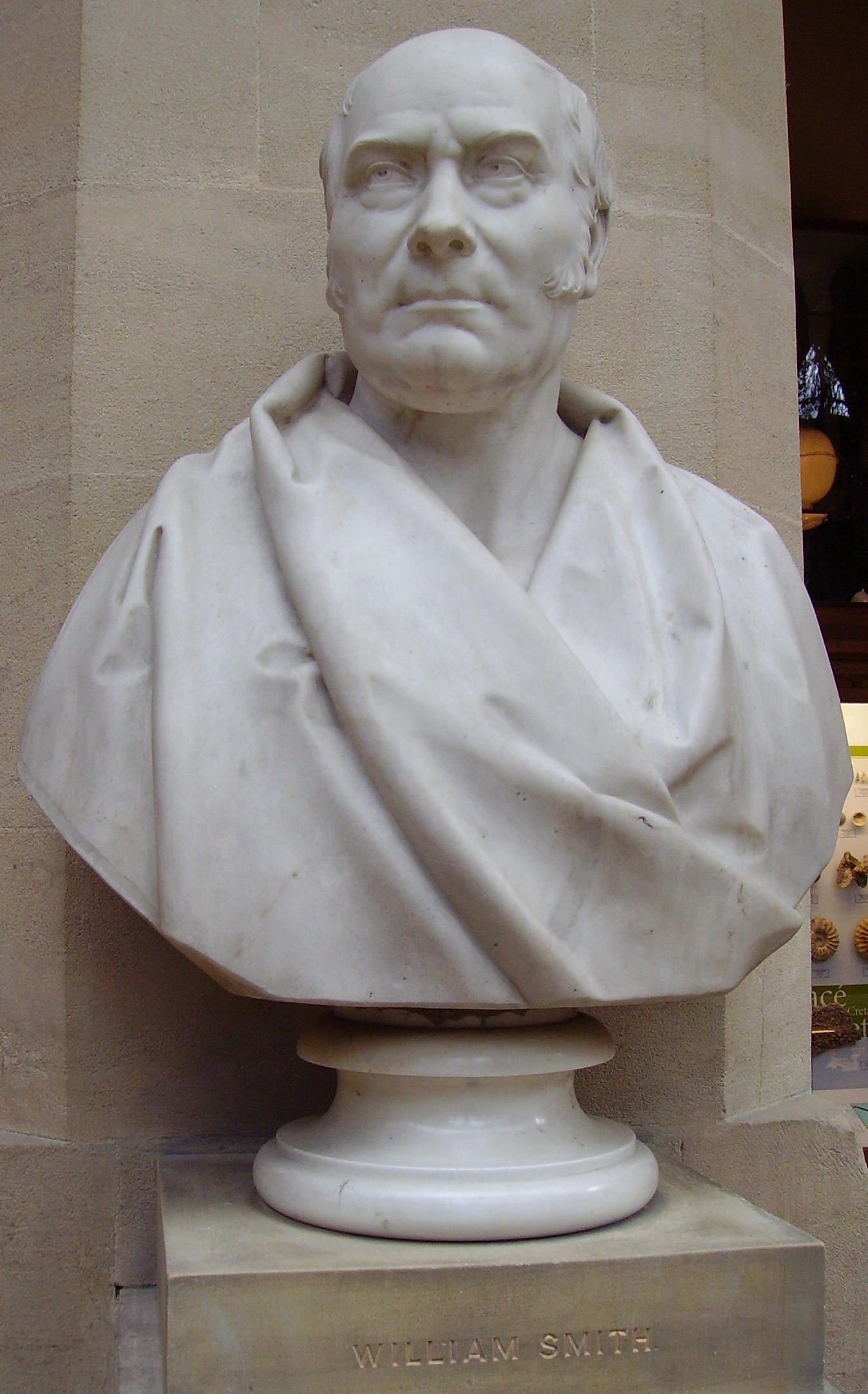
Bust de William Smith, al Museu d'Història Natural de la Universitat d'Oxford

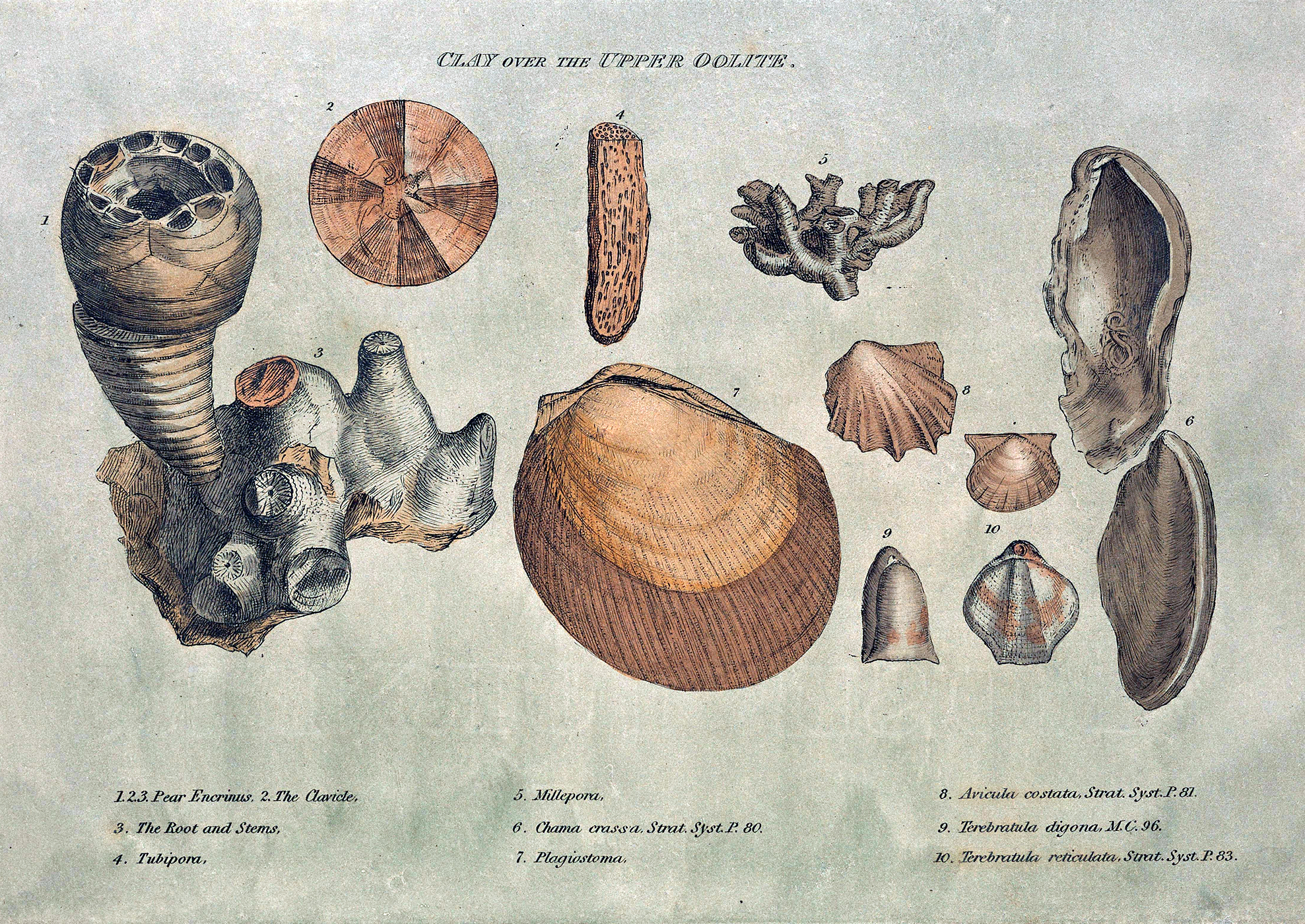
Gravat de la monografia de William Smith de 1815 sobre la identificació d'estrats per fòssils

A principis de segle xix, la indústria minera i la Revolució industrial van estimular el ràpid desenvolupament d'un nou camp, la cartografia geològica, i d'un valuós recurs tècnic, l'elaboració de columnes estratigràfiques: «les seqüències de formacions rocoses disposades d'acord amb el seu ordre de formació en el temps ». a Anglaterra, el constructor de canals, topògraf i prospector miner William Smith (1769-1839), a partir de la dècada de 1790, va descobrir empíricament que els fòssils eren una forma molt efectiva per distingir entre formacions similars del paisatge. Mentre viatjava pel país treballant en el sistema de canals Smith va dibuixar alguns primers mapes geològics i va començar l'ordenament de les capes geològiques d'Anglaterra i d'Escòcia mitjançant l'examen dels fòssils que contenien. L'any 1815 va publicar el seu monumental mapa geològic de colors d'Anglaterra i Gal·les, que considerava tant el contingut fòssil com la litologia. Smith havia reconegut que certes seqüències de roques també es caracteritzen per una Faunenfolge (successió de fauna) molt específica i distintiva. L'any 1827, Leopold von Buch (1774-1853) va encunyar el terme «Leitfossil» (fòssil director) per a tals fòssils que permetien la datació relativa. El mapa de Smith va continuar assenyalant el camí per a tots els projectes posteriors de les respectives oficines estatals nacionals. Amb l'ajuda d'aquests mapes, el geòleg no només visualitzava la distribució de certes roques a la superfície, sinó també podia predir la seva posició sota terra. Com més conscients eren que els estrats rocosos també eren unitats temporals, més es va convertir el mapa geològic en una representació complexa de quatre dimensions (les tres de l'espai i el temps) en dues dimensions. Les motivacions econòmiques per a l'ús pràctic de les dades geològiques van fer que els governs donessin suport a la investigació geològica. Durant tot el segle xix, els governs de diversos països, inclosos Canadà, Austràlia, Gran Bretanya i els Estats Units, van finançar estudis geològics que elaboraven mapes geològics de vastes àrees dels països. L'estudi geològic proporciona la ubicació de minerals útils i aquesta informació podria utilitzar-se per beneficiar la indústria minera del país. Amb el finançament governamental de la investigació geològica, més persones van poder estudiar geologia amb millors tecnologies i tècniques, el que portaria a l'expansió del camp de la geologia.

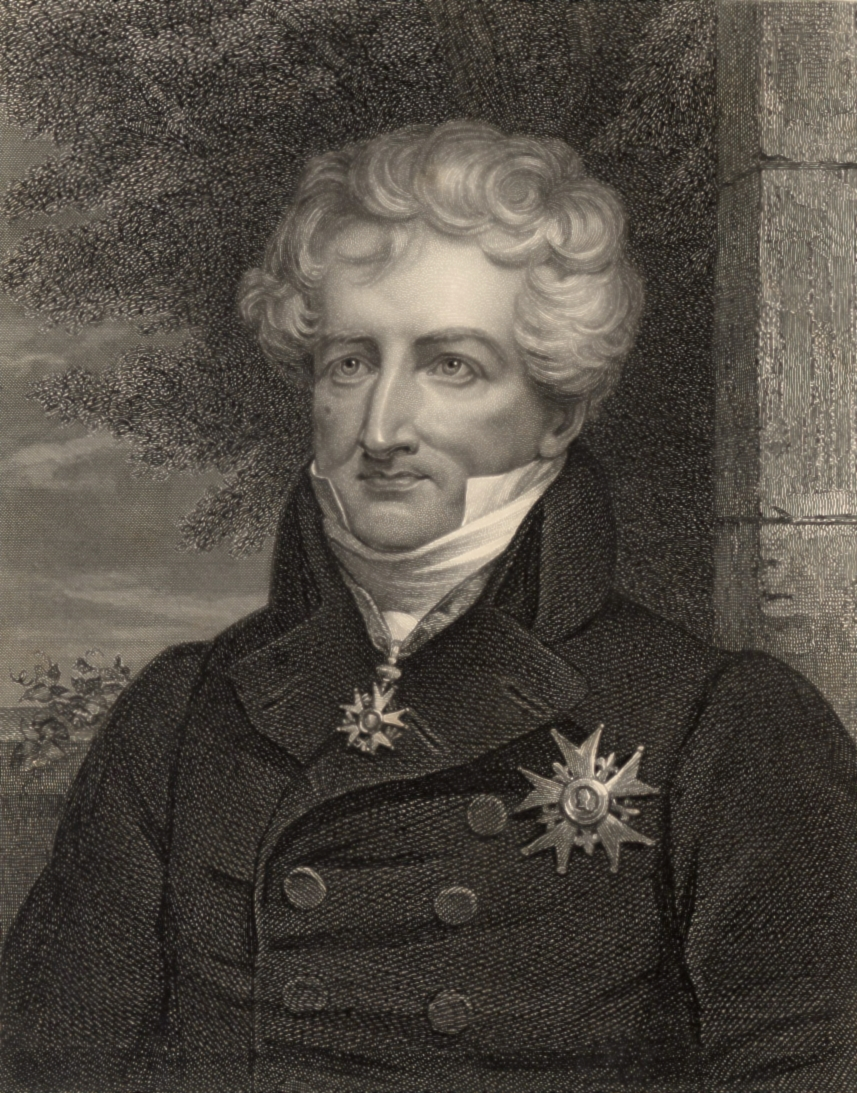
Georges Cuvier.

Gairebé al mateix temps que Smith, l'anatomista comparatiu francès Georges Cuvier (1769-1832), assistit pel seu col·lega Alexandre Brongniart (1770-1840) a la École des Mines de Paris, es va adonar que les edats relatives dels fòssils podien determinar des d'un punt de vista geològic, en termes d'en quina capa de roca es trobaven i de la distància a la qual estaven de la superfície de la Terra. A través de la síntesi de les seves troballes, Brongniart i Cuvier es van adonar que es podien identificar diferents estrats pels continguts fòssils i, per tant, que cada estrat podia assignar-se a una posició única en una seqüència. Encara que defensaven la majoria de les tesis neptunistes, Cuvier i Brongniart van postular en la seva obra de 1811, Description Geologiques des Environs de Paris, també una gran edat per a la Terra. La seva teoria es va inspirar en el descobriment de Cuvier de fòssils d'elefants a París. Per donar suport a la seva tesi, van formular el Principi de superposició d'estrats segons el qual les capes geològiques superposades representaven una successió en el temps. No obstant això, no van ser els primers a declarar el principi fonamental de l'estratigrafia, ja que aparentment van ser, sense adonar-se'n, precedits per Stenon i Smith. L'estratigrafia es va tornar molt popular entre els geòlegs i molts esperaven aplicar aquest concepte a totes les roques de la Terra.
Durant tot el segle van ser molts els geòlegs que van refinar i van completar la columna estratigràfica. Per exemple, l'any 1833, mentre el geòleg britànic Adam Sedgwick (1785-1873) cartografiava les roques que ell mateix havia establert que eren del període Cambrià, Charles Lyell suggeria en una altra part una subdivisió del període Terciari; i Roderick Murchison, que cartografiava a Gal·les des d'una direcció diferent, estava assignant les parts superiors del Cambrià de Sedgwick fins a les parts més baixes del seu propi període Silurià. La columna estratigràfica va ser significativa perquè va proporcionar un mètode per assignar una edat relativa d'aquestes roques al col·locar-les en diferents posicions en la seva seqüència estratigràfica. Això va crear un enfocament global per datar l'edat de la Terra i va permetre establir noves correlacions a partir de les similituds trobades en la composició de l'escorça terrestre en diversos països.

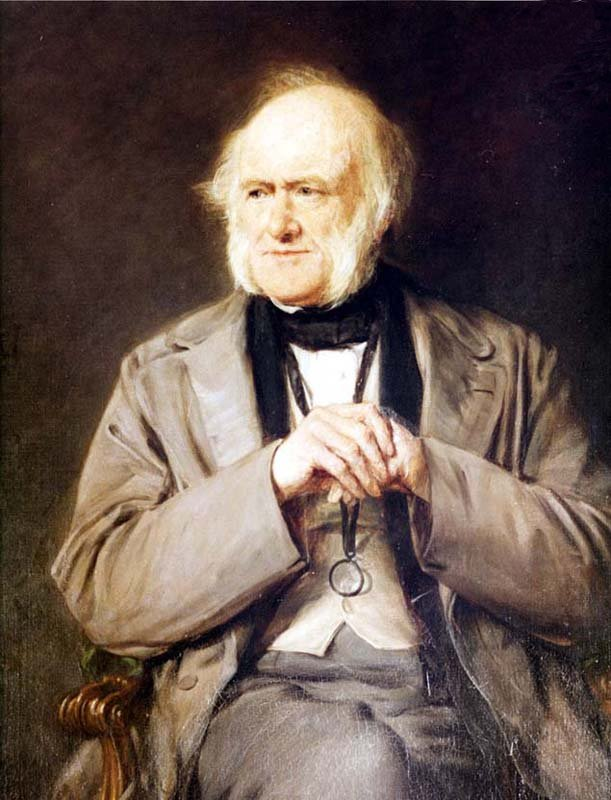
Charles Lyell (1797 - 1875)

A principis de segle xix, Gran Bretanya es va adaptar al catastrofisme amb l'objectiu de conciliar la ciència geològica amb les tradicions religioses del Gran Diluvi bíblic. A principis de la dècada de 1820, els geòlegs anglesos, inclosos William Buckland i Adam Sedgwick, interpretaven els dipòsits «diluvials» com a resultat de la inundació de Noè, però a finals de la dècada van revisar les seves opinions a favor d'inundacions locals.  Sir Charles Lyell (1797-1875) va desafiar al catastrofisme amb la publicació l'any 1830 del primer volum del seu llibre  Principis de geologia  (Principles of Geology, 1830-1833) -que va actualitzar amb noves edicions fins a la seva mort l'any 1875- que presentava una varietat d'evidències geològiques d'Anglaterra, França, Itàlia i Espanya per provar que les idees de gradualisme de Hutton eren correctes. En el tercer volum va emprar per primera vegada el concepte de «roca metamòrfica» per referir-se a aquelles roques afectades per condicions de temperatura i pressió diferents de les de la seva formació. 

Va argumentar que la majoria dels canvis geològics havien estat  graduals. Lyell pensava, amb raó, que els processos geològics eren lents i que havien tingut lloc al llarg de la història de la Terra, i que continuaven de la mateixa manera en l'actualitat. Aquesta teoria es coneix com l'uniformisme, una doctrina geològica que estableix que els processos tenen lloc a les mateixes taxes en el present que en el passat i que explica totes les característiques geològiques de la Terra. Les obres de Lyell van ser molt populars i àmpliament llegides, i el concepte d’uniformisme es va consolidar en la societat geològica, per oposició a l'catastrofisme segons el qual les característiques terrestres es van formar i evolucionar gràcies a una sèrie d'esdeveniments catastròfics. Tot i que les observacions contradeien aquesta idea, els creacionistes encara es neguen a refutar els escrits bíblics.
Des de principis de segle xix i fins ben entrat el segle, coincidint en el temps amb el moment en què es completaven les columnes estratigràfiques, l'imperialisme de diversos països va portar a explorar terres llunyanes per expandir els seus territoris. Això va donar als naturalistes l'oportunitat de recopilar dades en aquests viatges. L'any 1831, el capità Robert FitzRoy, a càrrec de l'expedició de reconeixement costaner de l'HMS Beagle, buscava a un naturalista adequat per examinar la terra i brindar assessorament geològic. El lloc li va correspondre a Charles Darwin, qui acabava de completar la seva llicenciatura i havia acompanyat a Sedgwick en una expedició de cartografia de dues setmanes a Gal·les després de prendre el seu curs de primavera de geologia. Fitzroy va donar a llegir a Darwin als Principis de geologia de Lyell, i Darwin es va convertir en el seu primer adepte, ideant teories sobre els principis uniformistes sobre els processos geològics que va veure, i desafiant algunes de les idees de Lyell. Va especular sobre l'expansió de la Terra per explicar l'aixecament, després, sobre la base de la idea que les àrees oceàniques s'enfonsaven a mesura que s'elevava la terra, va hipotetitzar que els atols de corall creixien des dels esculls de coral que envoltaven les illes volcàniques. Aquesta idea es va confirmar quan el Beagle va examinar les illes Cocos (Keeling), i el 1842 va publicar la seva teoria sobre  The Structure and Distribution of Coral Reefs  [L'estructura i distribució dels esculls de coral]. L'observació de fòssils al cim dels Andes i en la seva base va portar a aquest autor a qüestionar la seqüència d'esdeveniments que podrien haver conduït a aquesta distribució dispar i el seu descobriment de fòssils gegants va ajudar a establir la seva reputació com a geòleg. La seva teorització sobre les causes sobre la seva extinció el van portar a desenvolupar la seva teoria de l'evolució per la selecció natural, publicada en la seva obra monumental, i crucial per a les idees filosòfiques,  On the Origin of Species  [L'origen de les espècies] l'any 1859 -i, més tard, en 1871, en el seu treball no menys important sobre els avantpassats de la humanitat (The Descent of Man, and Selection in Relation to Sex, La descendència de l'home i sobre la selecció en relació amb el sexe. -.

#### L'edat de la Terra
Al llarg de segle xix, la investigació científica havia considerat seriosament l'espinosa qüestió de l'Edat de la Terra. Les estimacions variaven entre tot just cent mil anys -Buffon afirmava l'any 1778 que la Terra era un fragment del Sol que s'havia refredat, calculant la seva edat en 74000 anys - i diversos milions d'anys (Lyell en 1830). No obstant això, la comunitat geològica va poder acordar que la Terra havia de tenir almenys diversos centenars de milions d'anys. En aquest moment, els físics difícilment van acceptar aquesta última estimació. L'any 1862, un dels més destacats,  William Thomson, primer baró Kelvin, va publicar uns càlculs que fixaven l'edat de la Terra en uns 50 milions d'anys, entre 20 i 400 milions d'anys. Lord Kelvin va suposar que la Terra s'havia format com un objecte completament fos i utilitzant les lleis de la termodinàmica, va determinar la quantitat de temps necessari perquè la superfície propera es refredés gradualment fins a la seva temperatura actual. Aquest resultat suposava, però, que la transferència de calor era per conducció simple i ignorava els fenòmens de convecció, el que subestimava l'edat real de la Terra, un error assenyalat en 1894 per l'enginyer i matemàtic irlandès John Perry (1850-1920). l'explicació de Perry només va ser acceptada en la segona meitat del segle xx, i l'error de Kelvin atribuït inicialment a la ignorància de la radioactivitat a la Terra, que va ser descoberta l'any 1896 per Henri Becquerel i  Pierre i Marie Curie. Aquesta mateixa radioactivitat ha permès després la datació de les roques en termes absoluts.

### Segle XX

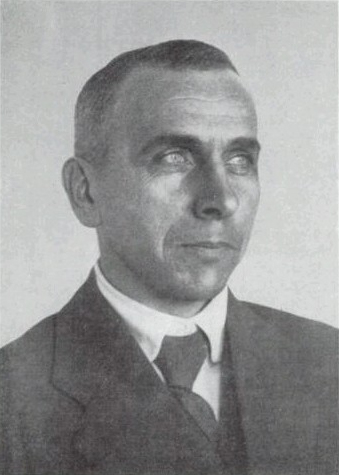
Alfred Wegener, cap a 1925

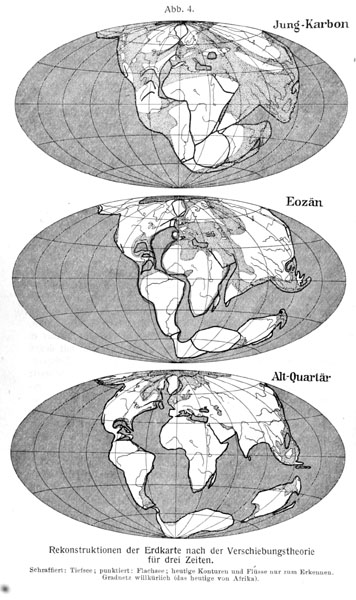
Un mapa de Die Entstehung der Kontinente und Ozeane (El moviment dels Continents i dels Oceans) (1929)

Amb el descobriment de la desintegració radioactiva, l'edat de la Terra es va retardar encara més. A principis de segle XX es van descobrir els isòtops radioactius i es va desenvolupar la datació radiomètrica. L'any 1911, Arthur Holmes (1890-1965), un geòleg britànic pioner de la geocronologia que formava part de personal de l' Imperial College, va datar una mostra de Ceilan a 1.600 milions d'anys usant isòtops de plom. L'any 1921, els assistents a la reunió anual de la  British Association for the Advancement of Science van arribar a un consens aproximat que l'Era de la Terra era de pocs milers de milions d'anys, i que aquesta datació radiomètrica era creïble.
Holmes va publicar el 1913 el seu famós llibre The Age of the Earth, an Introduction to Geological Idees [L'edat de la terra, una introducció a les idees geològiques] en el qual argumentava enèrgicament a favor de l'ús dels mètodes de datació radioactius en lloc de recolzar-se en els mètodes basats en la sedimentació geològica o en el refredament de la terra (molta gent encara s'aferrava als càlculs de lord Kelvin de menys de 100 milions d'anys). Holmes que ja havia estimat que les roques arqueanes més antigues tenien 1.600 milions d'anys, no hi havia fins llavors especulat més sobre l'edat de la Terra. En aquells dies, el descobriment dels isòtops havia complicat els càlculs i va passar els següents anys bregant amb ells. La seva promoció de la teoria a les següents dècades li va valer el sobrenom de «Father of Modern Geochronology». L'any 1927 ja havia revisat aquesta xifra elevant-la a 3.000 milions d'anys i en la dècada de 1940 fins als 4.500 ± 100 milions d'anys, basant-se en mesuraments de l'abundància relativa dels isòtops d'urani establerta per Alfred Nier. El mètode general es coneix ara com el model Holmes-Houterman, després que Fritz Houtermans ho publiqués en aquest mateix any de 1946. L'edat establerta de la Terra s'ha refinat des de llavors, però no ha canviat significativament i les teories que no complissin amb aquesta evidència científica ja no podien acceptar-se.

#### Deriva continental
El cartògraf flamenc Abraham Ortelius havia notat ja l'any 1596 que les formes dels continents al llarg de les costes oposades de l'oceà Atlàntic (en particular, d'Àfrica i Amèrica de Sud) semblaven articular-se, i va suggerir que Amèrica hauria estat «arrencada» d'Europa i Àfrica (per sismes i inundacions). Francis Bacon en 1620, François Placet en 1658, Theodor Christoph Lilienthal en 1756, Alexander von Humboldt en 1801 i 1845 i Antonio Snider-Pellegrini en 1858 també van fer comentaris similars.
El geòleg i mineralogista nord-americà James Dwight Dana va influir en assenyalar que els límits dels continents i oceans havien canviat des dels temps antics segons les seves observacions dels estrats del Silurià, idea també subscrita per  Lyell: «Els continents (...) encara que permanents durant èpoques geològiques senceres, canvien les seves posicions per complet en el curs de les edats». La idea que Amèrica, Europa i Àsia havien estat unides alguna vegada va ser proposada per diversos estudiosos, entre ells Franklin Coxworthy (entre 1848 i 1890), Roberto Mantovani (en 1889 i 1909), William Henry Pickering (en 1907) i Frank Bursley Taylor (en 1908). Eduard Suess també va proposar en 1885 i 1893, l'existència passada del supercontinent de Gondwana i de l'oceà de Tetis. Montovani, en particular, va subratllar la similitud de les formacions geològiques dels continents meridionals, però explicava la fracturació del supercontinent per l'activitat volcànica i la posterior llunyania dels continents per una suposada dilatació tèrmica de la Terra. Taylor imaginava que els continents s'haurien mogut per un procés de «lliscament continental» a causa de les forces de les marees durant la suposada captura de la Lluna durant el Cretaci. Tot i que el mecanisme que va proposar era infundat, va ser el primer a adonar-se que un dels efectes dels desplaçaments continentals era la formació de muntanyes, i va atribuir amb raó la formació de l'Himàlaia a la col·lisió entre el subcontinent indi i Àsia (durant un temps la deriva dels continents es coneixerà com la «hipòtesi de Taylor-Wegener»).
El 1912, el meteoròleg alemany Alfred Wegener (1880-1930) va proposar la teoria de la deriva continental. aquesta teoria suggeria que les formes dels continents i la coincidència de la geologia costanera entre alguns continents indicarien que haurien estat units en el passat i format una sola massa de terra coneguda com a Pangea; després se separarien i es desplaçarien com basses sobre el fons de l'oceà, aconseguint la seva posició actual. A més, la teoria de la deriva continental oferia una possible explicació pel que fa a la formació de les muntanyes. Desafortunadament, la teoria de Wegener tenia dos punts febles: era impossible, amb els mètodes geodèsics de l'època, constatar la deriva de dos continents un en relació amb l'altre; i ningú podia explicar les forces capaces de moure continents a través del mitjà resistent subjacent. Les seves idees van ser rebutjades immediatament per la majoria dels geòlegs (van ser excepcions notables d'això Dutoit, a Sud-àfrica, i Holmes a Escòcia) i per la totalitat dels geofísics.
Holmes va acceptar la teoria de Wegener i va proporcionar un mecanisme per fer que els continents es moguessin: la convecció del mantell. No obstant això, fins després de la Segona Guerra Mundial no van començar a acumular-se noves evidències que recolzessin la deriva continental. Va seguir un període d'uns 20 anys extremadament emocionants en què la teoria de la deriva continental va passar de ser creguda per uns pocs a ser la pedra angular de la geologia moderna. A partir de 1947, la investigació va trobar noves evidències sobre el fons oceànic, i el 1960 Bruce C. Heezen (1924-1977), geòleg nord-americà, va publicar el concepte de dorsal oceànica. Poc després, els també geòlegs nord-americans Robert S. Dietz (1914-1995) i  Harry H. Hess (1906-1969) van proposar que l'escorça oceànica es formava quan el fons marí s'estenia al llarg de les dorsals oceàniques a l'expansió del fons oceànic. Això es va veure com una confirmació de la convecció del mantell i, per tant, s'eliminava l'obstacle principal de la teoria.
Aquest nou avanç, qualificat de «revolucionari» per alguns geòlegs, va tenir lloc a la geologia en la dècada dels anys 1960 i va ser el desenvolupament i acceptació per part de la comunitat científica de la tectònica de plaques. Va consistir en una revitalització de la teoria de la deriva continental, proposada el 1912 per Wegener. Els elements que finalment van suggerir, al nord-americà William Jason Morgan (n. 1935) i al francès Xavier Le Pichon (n. 1937), la noció de plaques rígides transportades per moviments de convecció en les grans profunditats de la Terra -la gran reserva de calor- de la mateixa forma en què es traslladen les persones i els objectes en les cintes rodants van ser:
- Els mesuraments paleomagnètics,
- La cartografia del fons oceànic amb fins comercials i militars,
- El reconeixement de les dorsals mig-oceàniques i l'expansió dels fons oceànics,
- La cartografia d’epicentres sísmics a escala mundial.

Les evidències geofísiques suggerien un moviment lateral dels continents i que l'escorça oceànica era més jove que la continental. Aquestes evidències també van estimular la hipòtesi del paleomagnetisme, el registre de l'orientació del camp magnètic de la Terra que queda registrat en els minerals magnètics. El geofísic britànic  S. K. Runcorn va suggerir aquest concepte de paleomagnetisme a partir del seu descobriment que els continents s'havien mogut en relació amb els pols magnètics de la Terra. John Tuzo Wilson (1908-1993), geòleg i geofísic canadenc que havia estat un promotor de la hipòtesi de propagació del fons oceànic i de la deriva continental des del principi, ha afegit el concepte de falles de transformació al model, completant les classes de tipus de falles necessàries per fer que la mobilitat de les plaques en el món funcionés. El 1965 es va celebrar a la Royal Society de Londres un simposi sobre la deriva continental, que s'ha de considerar com l'inici oficial de l'acceptació de la tectònica de plaques per part de la comunitat científica. Els resums del simposi es publiquen com Blacket, Bullard, Runcorn; 1965. En aquest simposi, el geofísic anglès Edward Bullard (1907-1980) i els seus companys de treball van mostrar amb un càlcul computat com els continents al llarg dels dos costats de l'Atlàntic encaixarien millor per tancar l'oceà, el que es va conèixer com el famós «ajust de Bullard» (Bullard s Fit). A finals de la dècada de 1960, el pes de l'evidència disponible veia la deriva continental com la teoria generalment acceptada.
La teoria de la tectònica de plaques té l'avantatge de reagrupar geòlegs, geofísics i geodesistes en la mateixa empresa l'objectiu és conèixer cada vegada millor el nostre planeta. Els geòlegs contribueixen amb les seves observacions al camp, els sismòlegs amb l'estudi que fan dels mecanismes que produeixen els terratrèmols, els geodèsics amb la determinació cada vegada més precisa de les ondulacions del geoide i les anomalies gravimètriques que se'ls atribueixen, i els geodinàmics mitjançant models matemàtics dels corrents de convecció dins de la Terra. Tot i que no s'ha d'oblidar que encara és una teoria que té moltes deficiències i debilitats, fins i tot malgrat que els seus punts essencials semblen definitivament adquirits. D'altra banda, tot i l'entusiasme dels joves geòlegs per aquesta teoria, molts encara han de practicar, encara que només sigui per guanyar-se la vida en un servei geològic o en una companyia de prospecció, la «geologia del pare», és a dir, prendre mostres de roca de camp, saber com dibuixar i interpretar mapes geològics a escala local o regional i possiblement poder usar els instruments de mesura que els geofísics posen a la seva disposició.

## Geologia moderna
A l'aplicar els principis estratigràfics de so a la distribució dels cràters a la Lluna, es pot argumentar que gairebé de la nit al dia, Gene Shoemaker va portar l'estudi de la Lluna lluny dels astrònoms lunars i els va donar als  geòlegs lunars.
En els últims anys, la geologia ha continuat la seva tradició com l'estudi del caràcter i origen de la Terra, les seves característiques superficials i la seva estructura interna. El que va canviar a finals de segle xx va ser la perspectiva de l'estudi geològic. Ara s'estudia la geologia utilitzant un enfocament més integrador, considerant a la Terra en un context més ampli que abasta l'atmosfera, la biosfera i la hidrosfera. Els satèl·lits situats en l'espai que prenen fotografies de gran abast de la Terra brinden aquesta perspectiva. El 1972, el programa Landsat, una sèrie de missions de satèl·lits administrades conjuntament per la NASA i el U.S. Geological Survey (Servei Geològic dels Estats Units), va començar a subministrar imatges satèl·litals que podien analitzar geològicament. Aquestes imatges es podien fer servir per mapejar les principals unitats geològiques, reconèixer i correlacionar tipus de roques en vastes regions i rastrejar els moviments de la tectònica de plaques. Algunes aplicacions d'aquestes dades són la capacitat de produir mapes geològicament detallats, localitzar fonts d'energia natural i predir possibles desastres naturals causats pels canvis de les plaques.